# История почты и почтовых марок Новой Зеландии
История почты и почтовых марок Новой Зеландии ведёт своё начало с 1831 года. Первые почтовые марки появились в 1855 году[≡], и за более чем 150 лет почтовое ведомство этого британского доминиона, а затем независимого государства Новая Зеландия (в настоящее время New Zealand Post), выпустило в обращение свыше 2000 марок (по оценкам на 2009 год).

## Развитие почты

### Ранний этап
Как и в случае с другими островными территориями в Тихом океане, первые почтовые отправления в Новой Зеландии были связаны с перепиской британских миссионеров. В 1831 году было установлено регулярное сообщение между Новой Зеландией и Сиднеем, однако официального почтового отделения не существовало. За доставку почтового отправления в один конец при этом взимали 4 пенса.
Первое почтовое отделение было открыто в 1840 году на Северном острове в Корорареке. В том же году были организованы ещё пять отделений, в том числе в Порт-Николсоне (впоследствии Веллингтон) и Окленде. В 1842 году были учреждены отделения на Южном острове — в Нельсоне и Акароа.
К 1843 году главное почтовое управление перебралось в Окленд. На тот момент уже существовали девять почтовых отделений и три пункта по приёмке почты, где письма можно было получать, но не взимались денежные сборы.
До 1848 года новозеландская почтовая служба была подконтрольна британскому почтовому ведомству, однако затем перешла в ведение колонии.
Ко времени выпуска первых марок (1855) в Новой Зеландии действовали 16 крупных и мелких отделений и четыре приёмные станции. В каждом почтовом отделении был свой круглый штемпель с индивидуальным номером от 1 до 18 (в 1860 году их число увеличилось до 24).
В 1858 году был принят почтовый акт (англ. New Zealand Post Office Act), который регулировал почтовые тарифы по всей колонии. В том же году был организован недолго просуществовавший почтовый маршрут по морю из Новой Зеландии через Панаму в Великобританию.

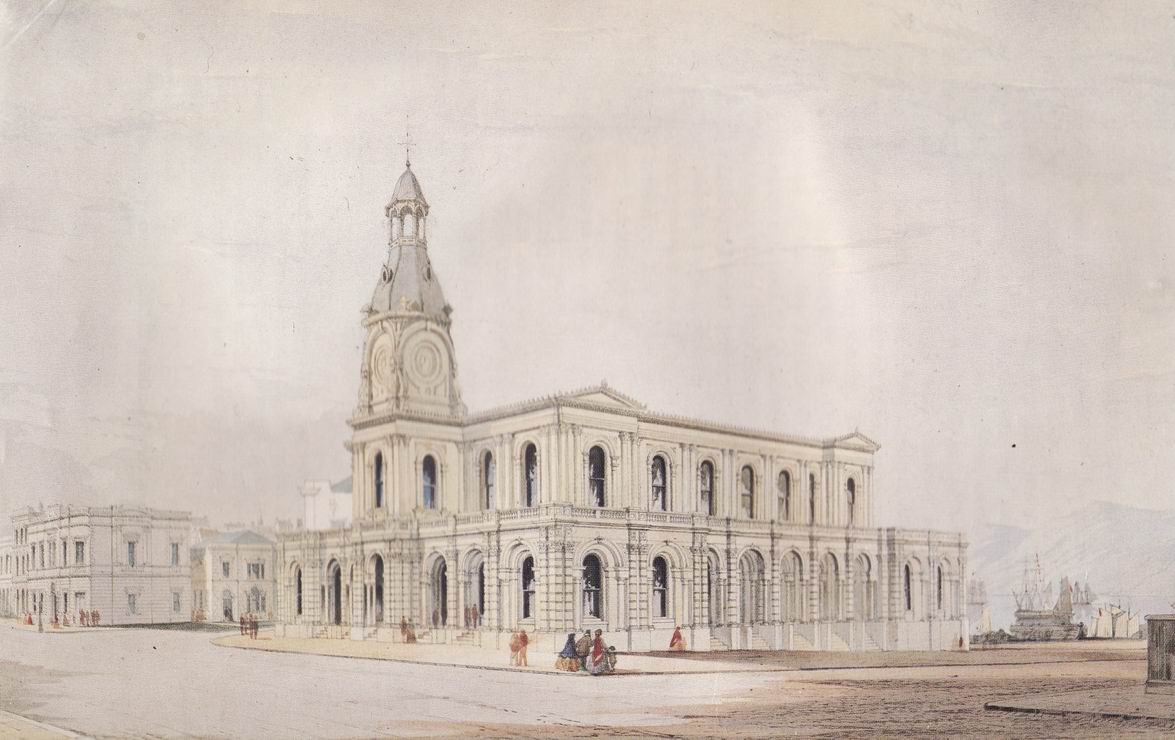
Почтамт в Данидине. Картина Дж. О’Брайена[англ.] (ок. 1865)
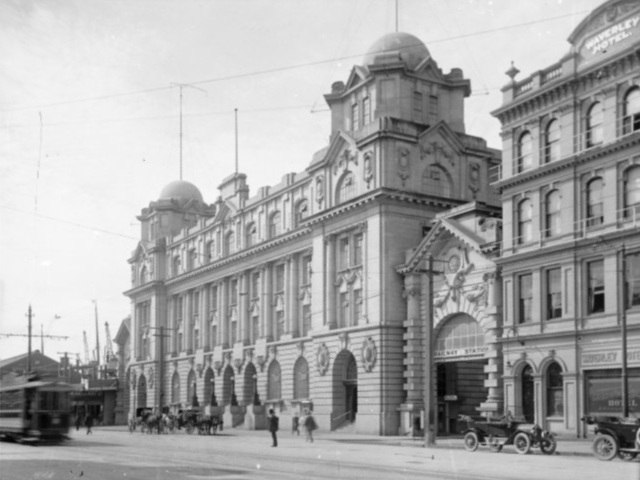
Старое здание почтамта в Окленде на открытке (ок. 1911)

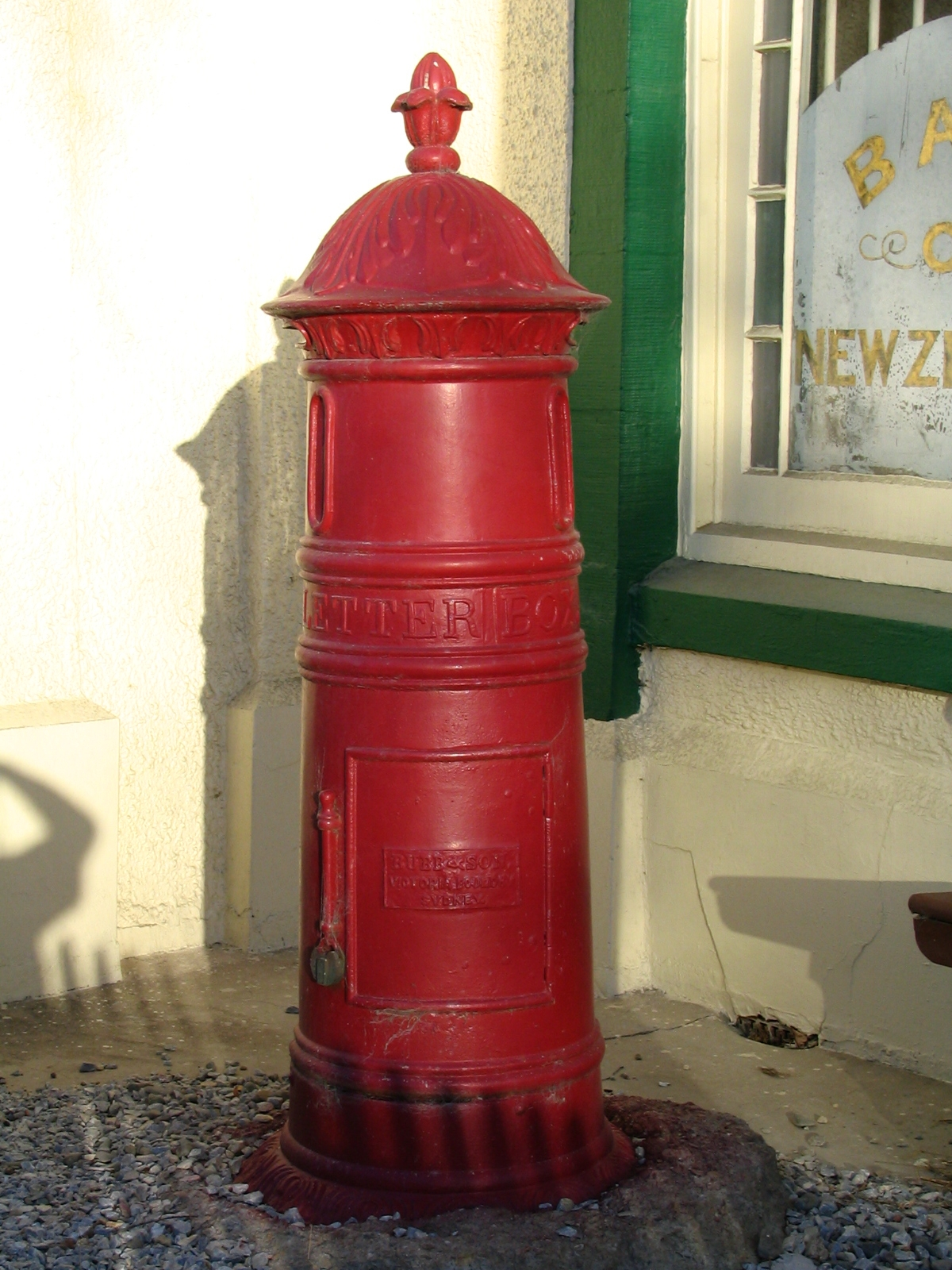
Старинный почтовый ящик в Уаикоуаити[англ.]
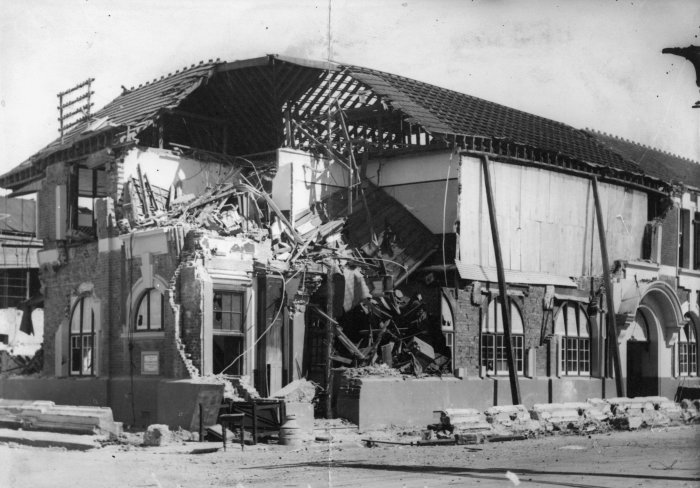
Здание почтового отделения в Хейстингсе, разрушенное землетрясением 1931 года

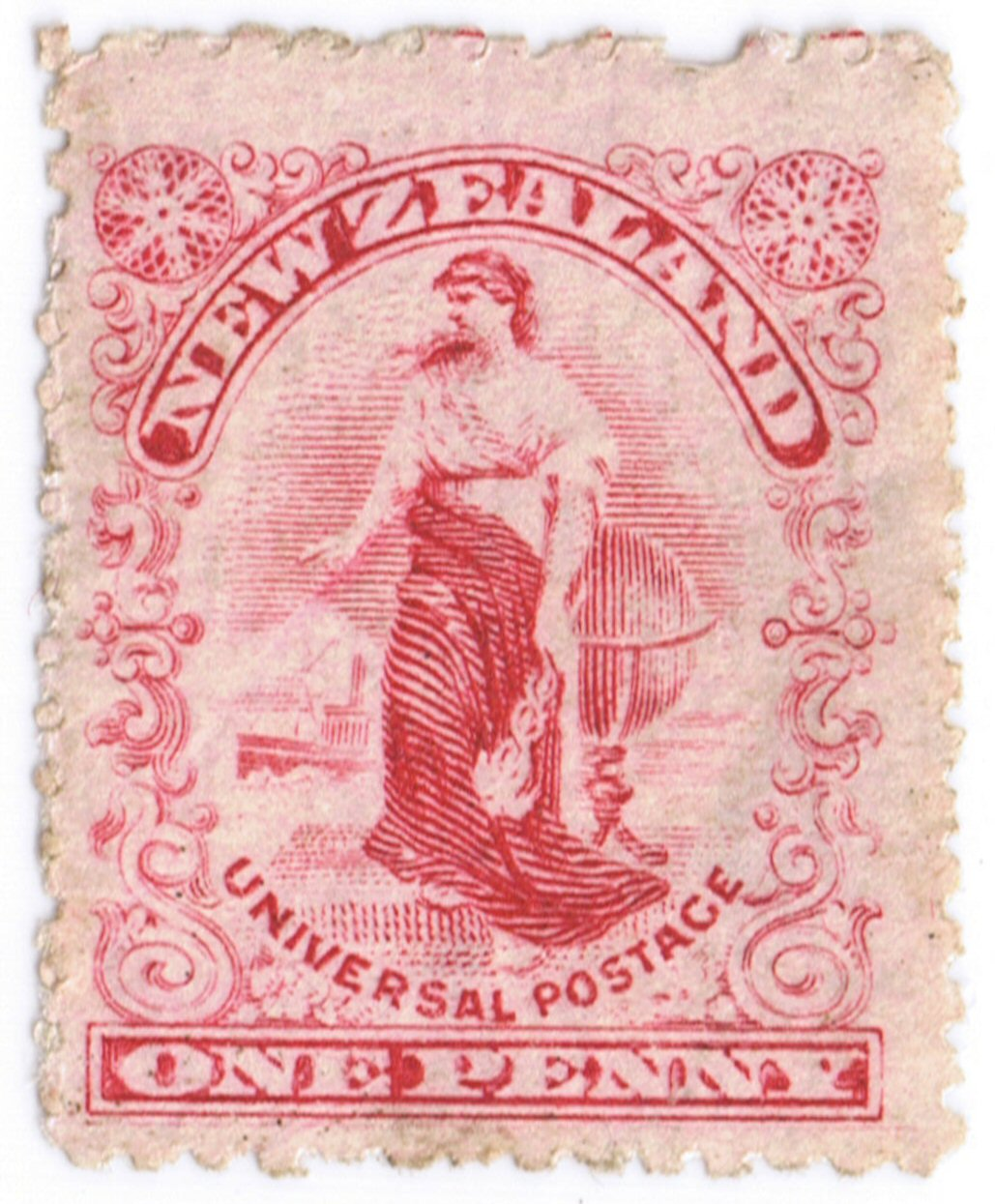

### Универсальный тариф
1 января 1901 года в Новой Зеландии был введён универсальный почтовый тариф в размере одного пенни за доставку почты из Новой Зеландии в любую страну мира, желающую доставлять почту[≡]. Австралия, США, Франция и Германия не принимали такие письма из опасения, что придётся соответственно уменьшить собственные почтовые тарифы. Это нововведение также вполовину уменьшило стоимость пересылки писем в пределах Новой Зеландии.
Несмотря на высказываемую озабоченность возможным резким снижением доходов почты, объёмы пересылаемой почты значительно возросли, и к 1902 году все убытки были покрыты.

### Почтовые автоматы
Новая Зеландия стала первой страной в мире, где в начале 1900-х годов был разработан прототип и где впервые был установлен автомат по продаже почтовых марок. Первые такие автоматы появились на почтамтах в городах Веллингтон (1905) и Крайстчерч.

### Дерегуляция почты
1 апреля 1998 года была проведена дерегуляция почты Новой Зеландии, в результате которой в настоящее время, помимо основной почтовой компании New Zealand Post, существует ряд различных независимых почтовых операторов[≡]. Но на практике почти все письма по-прежнему доставляются государственной компанией New Zealand Post.

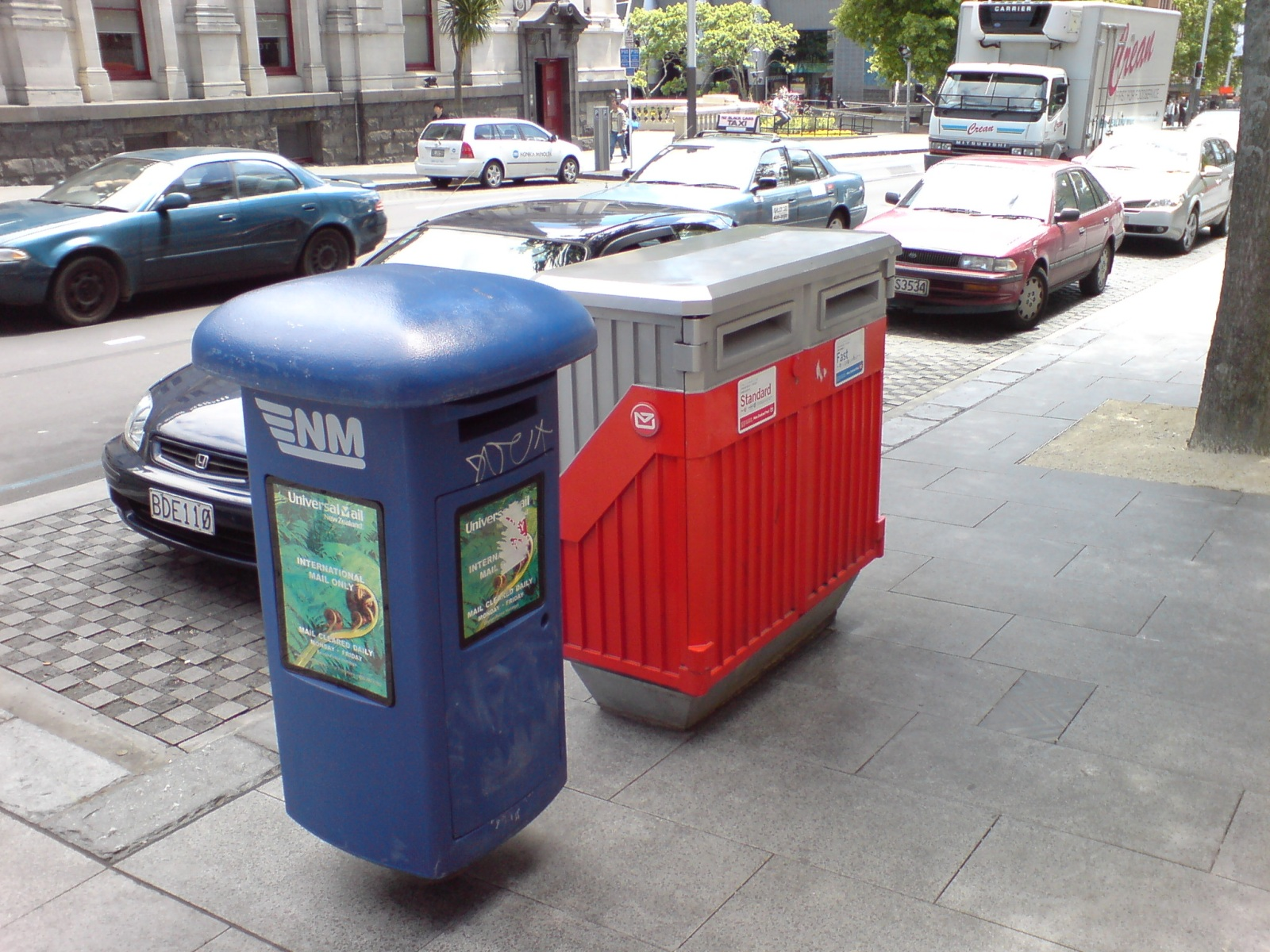

Некоторые из частных компаний по доставке почты выпускают собственные марки, а именно компании DX Mail, Fastway Post, New Zealand Mail и Pete’s Post.

## Выпуски почтовых марок

### Первые марки

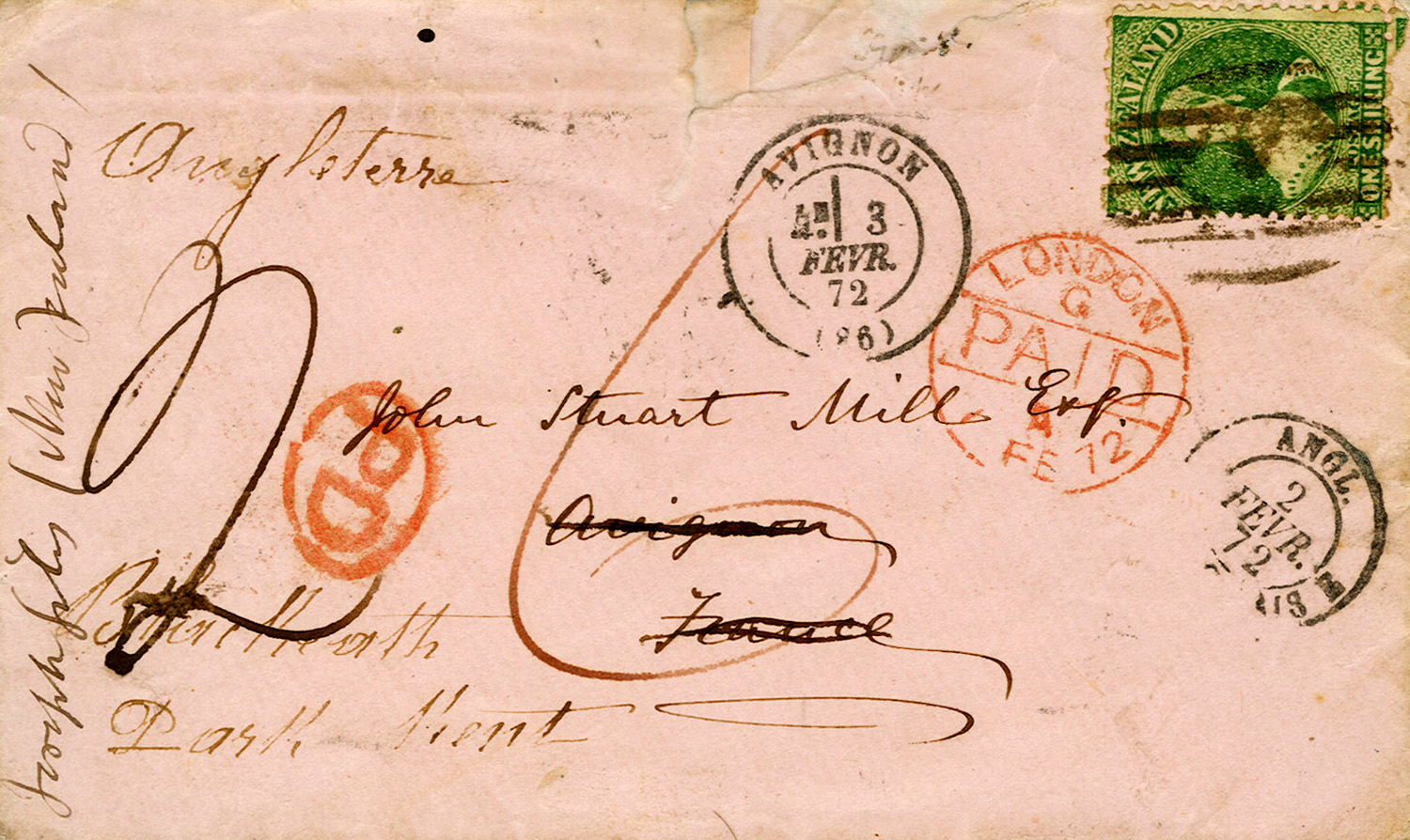
Почтовая марка Новой Зеландии 1855 года номиналом в 1 шиллинг использована для франкирования письма, отправленного в 1872 году из Новой Зеландии Джону Стюарту Миллю в Авиньон (Франция), с перенаправлением в Блэкхит (Лондон) (Англия)

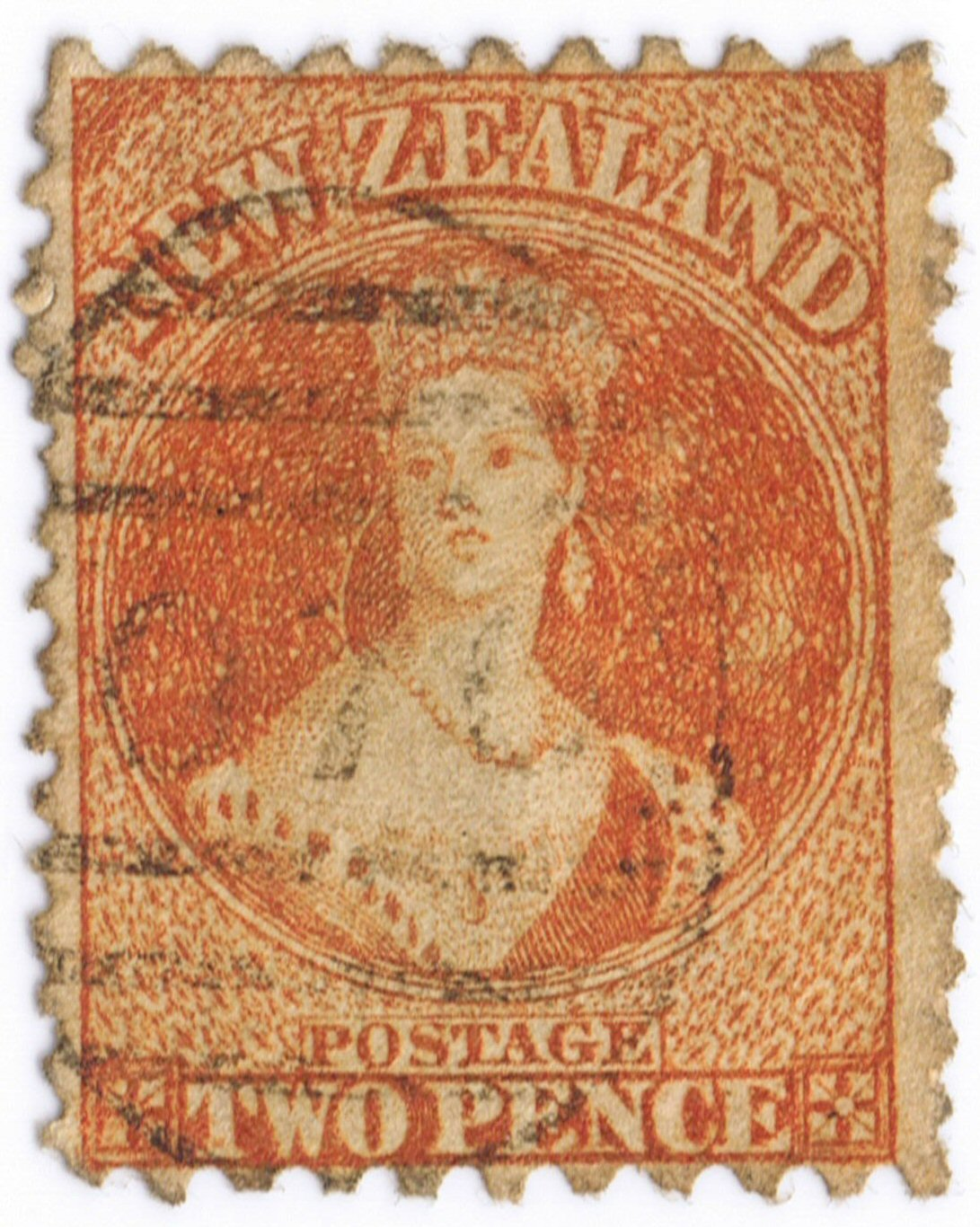

Впервые почтовые марки вышли в Новой Зеландии в почтовое обращение примерно 18—20 июля 1855 года. Сюжетом первых новозеландских стандартных марок было изображение королевы Виктории, получившее название «Голова Шалона»[≡].
В основу рисунка этих миниатюр был положен портрет королевы в анфас в полном облачении во время её выступления в Палате лордов в 1837 году, который был выполнен Альфредом Шалоном. Вначале марки вырезались вручную из марочного листа, то есть были беззубцовыми:

Почтовые марки Новой Зеландии из первой беззубцовой серии (1855)
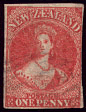
1 пенни (Yt #5; SG #4)
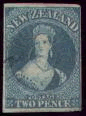
2 пенса (Yt #3; SG #5)
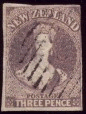
3 пенса (SG #40)
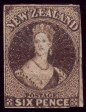
6 пенсов (SG #42)
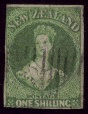
1 шиллинг (Yt #4; SG #44)

### Последующие эмиссии
С 1862 года листы почтовых марок уже пропускались через перфорационные машины и, таким образом, имели зубцовку.
«Голова Шалона» была единственным изображением на новозеландских почтовых знаках вплоть до 1872 года[≡], когда были выпущены марки с другим традиционным портретом молодой Виктории, известным начиная с «Чёрного пенни». Данный рисунок, заменивший «голову Шалона», появлялся на марках Новой Зеландии до 1882 года:

Викторианская эпоха на новозеландских марках: самый ранний портрет королевы
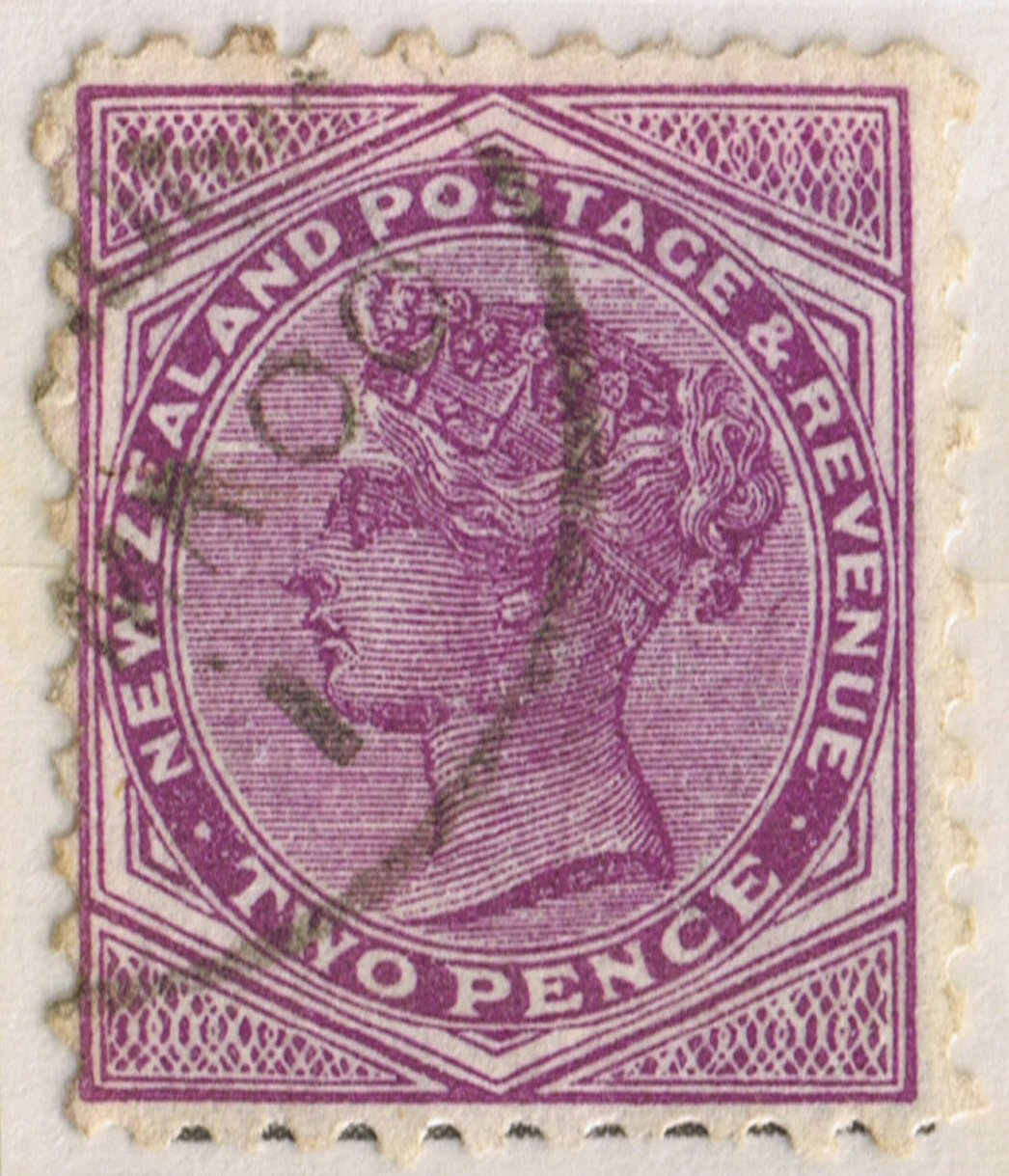
1882: марка номиналом в 2 пенса (Sc #62)
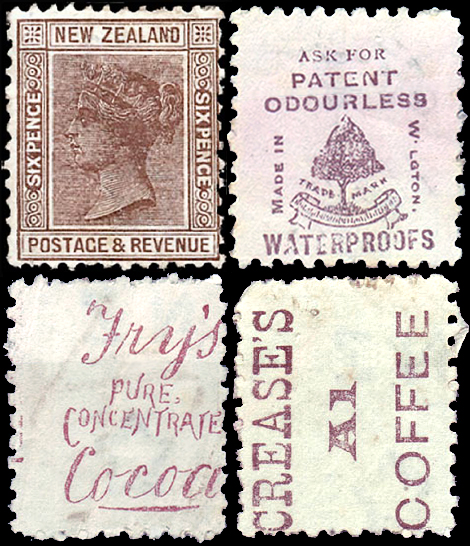
1882: марка в 6 пенсов (Sc #65) и рекламные надпечатки 1893 года на обороте марок[^]

В 1891—1895 годах выходили миниатюры, запечатлевшие королеву Викторию в преклонном возрасте (в трёх вариациях) и ознаменовали собой конец Викторианской эпохи в новозеландской филателии:

Викторианская эпоха на новозеландских марках: варианты позднего портрета королевы
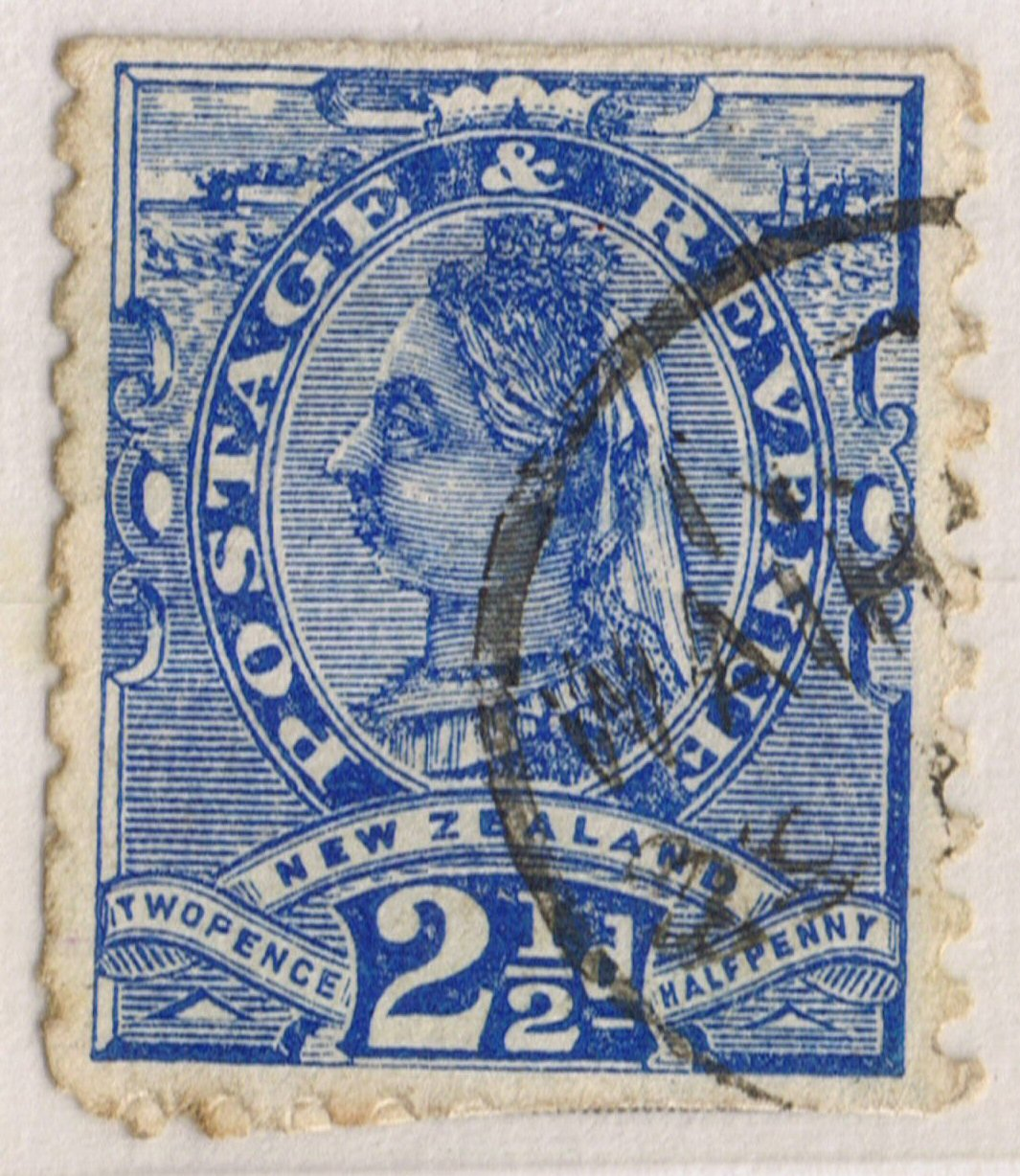
1891: марка в 2½ пенса
 (Sc #68)
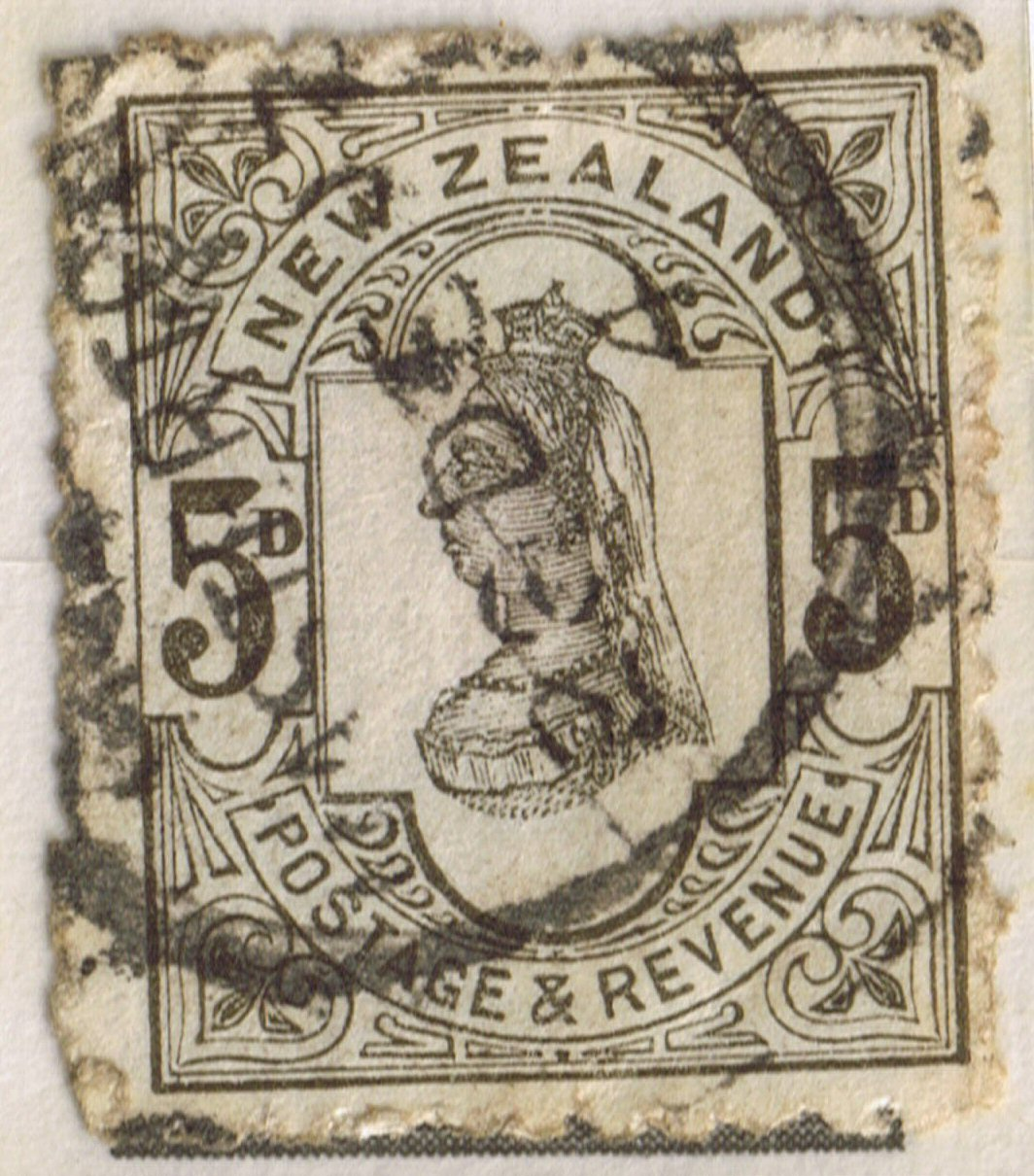
1891: марка в 5 пенсов
 (Sc #69)
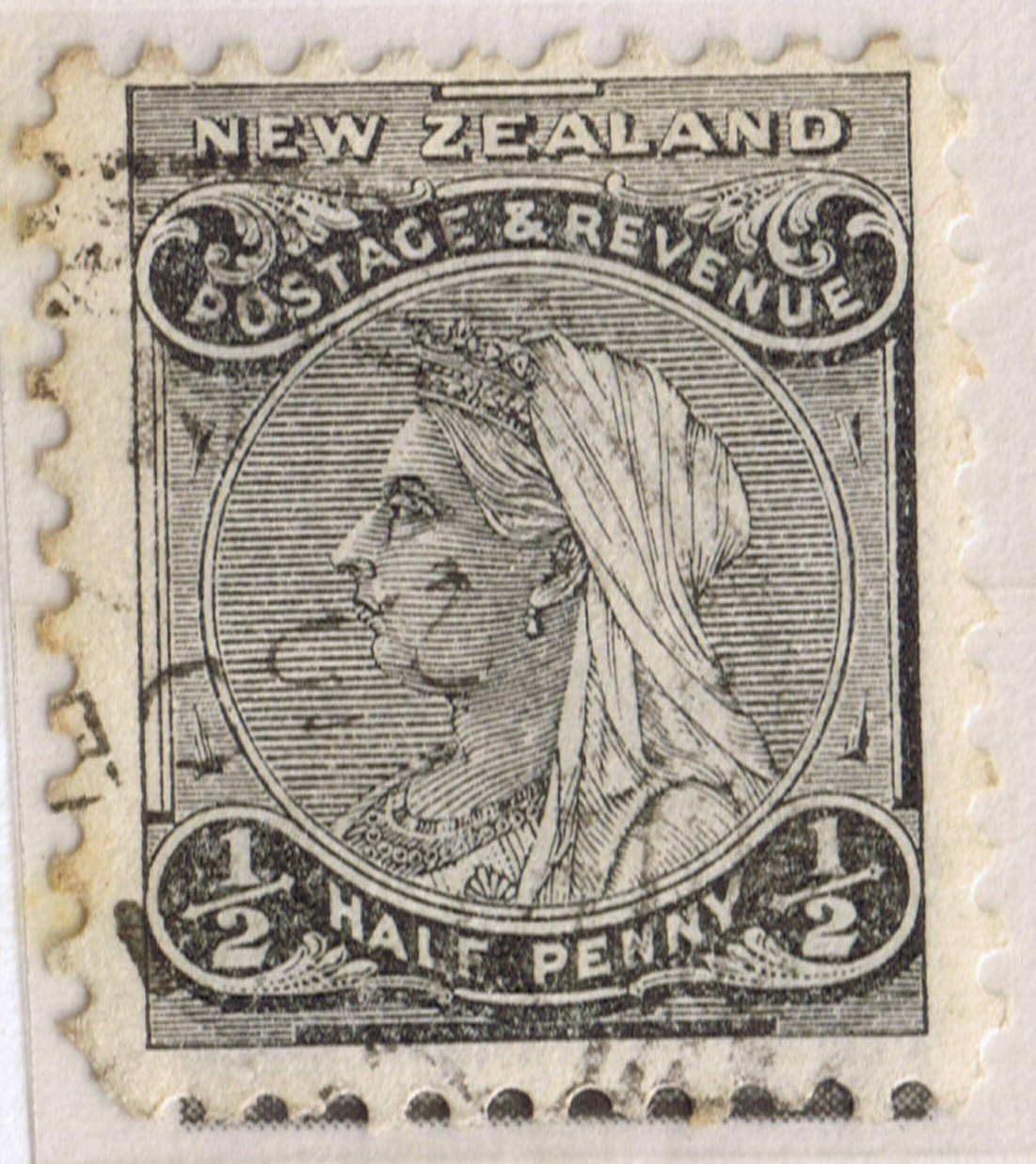
1895: марка в ½ пенни
 (Sc #67A)

К 1893 году относится применение надпечаток рекламного характера на обороте марок, выпущенных в 1882 и 1891 годах. Известно около 60 текстов подобных надпечаток[≡].
В 1898 году была эмитирована новая серия из 14 марок с красочными изображениями («Pictorials»), сюжетами которых впервые стали не британские монархи, а новозеландские виды птиц и пейзажи. В 1900 году к ним были добавлены ещё три марки, а также в течение нескольких последующих лет (до 1903 года) допечатаны разновидности для некоторых сюжетов:

«Pictorials» — серия 1898 года с красочными изображениями
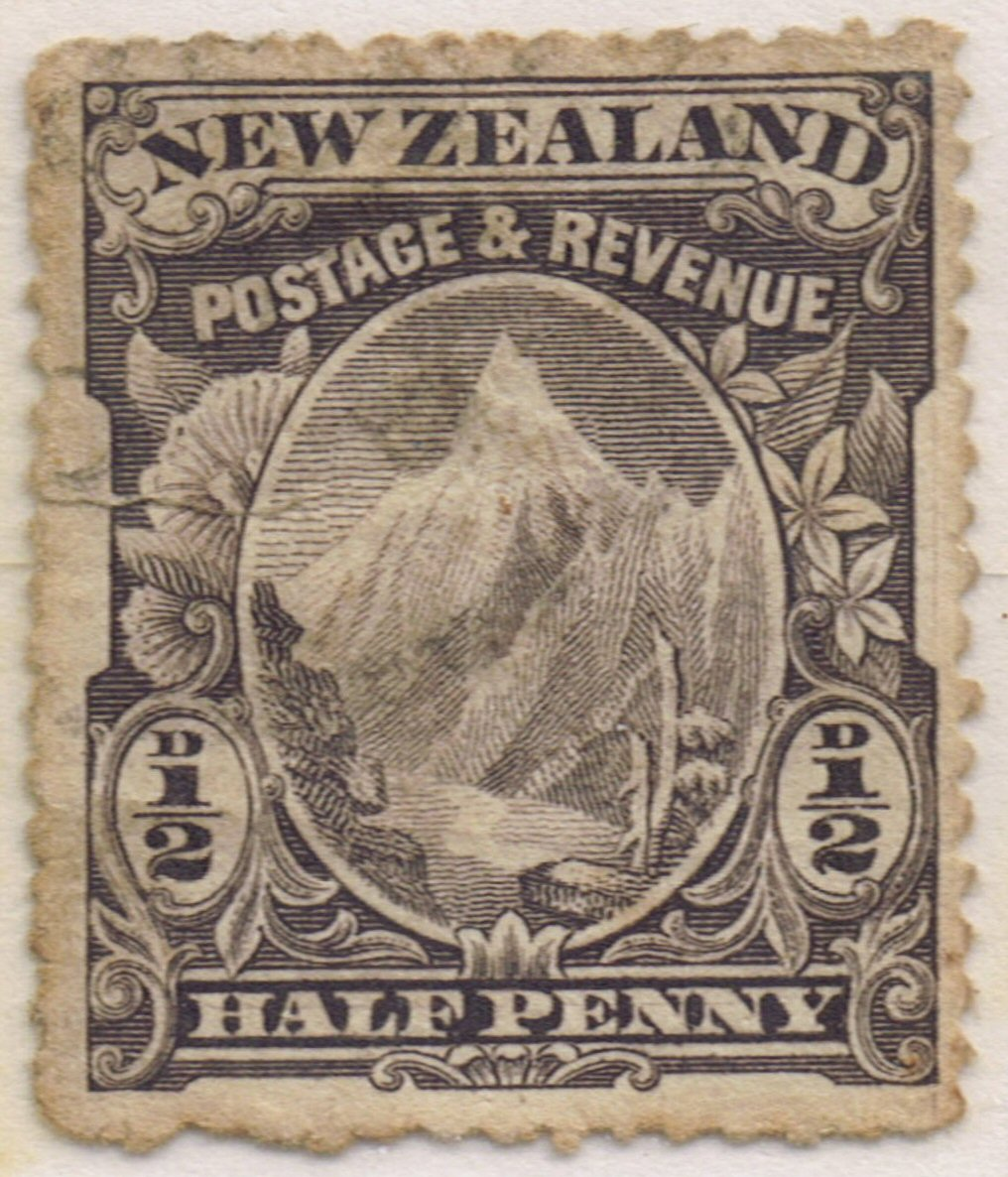
Гора Кука, ½ пенни (Sc #70)
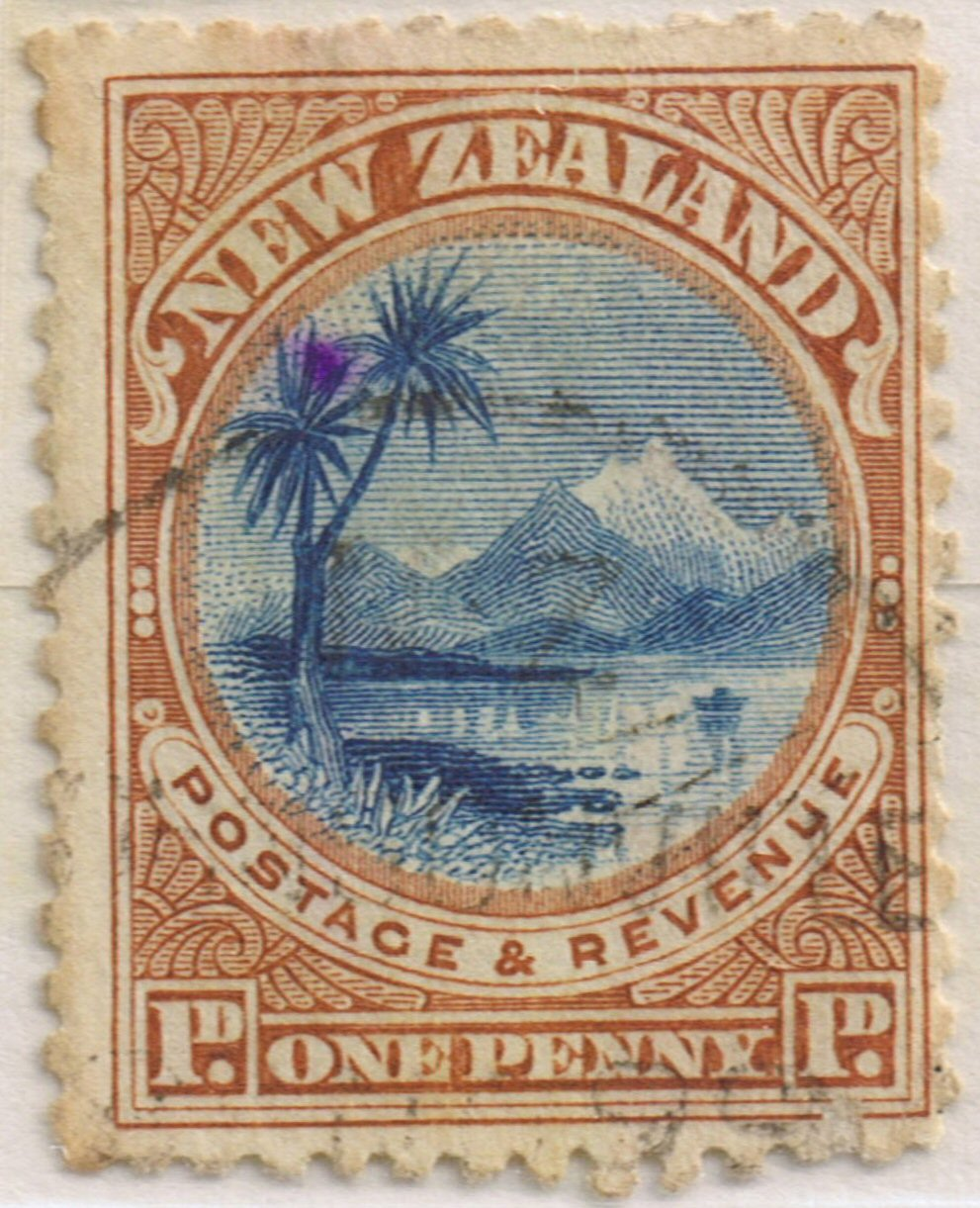
Озеро Таупо, 1 пенни (Sc #71)
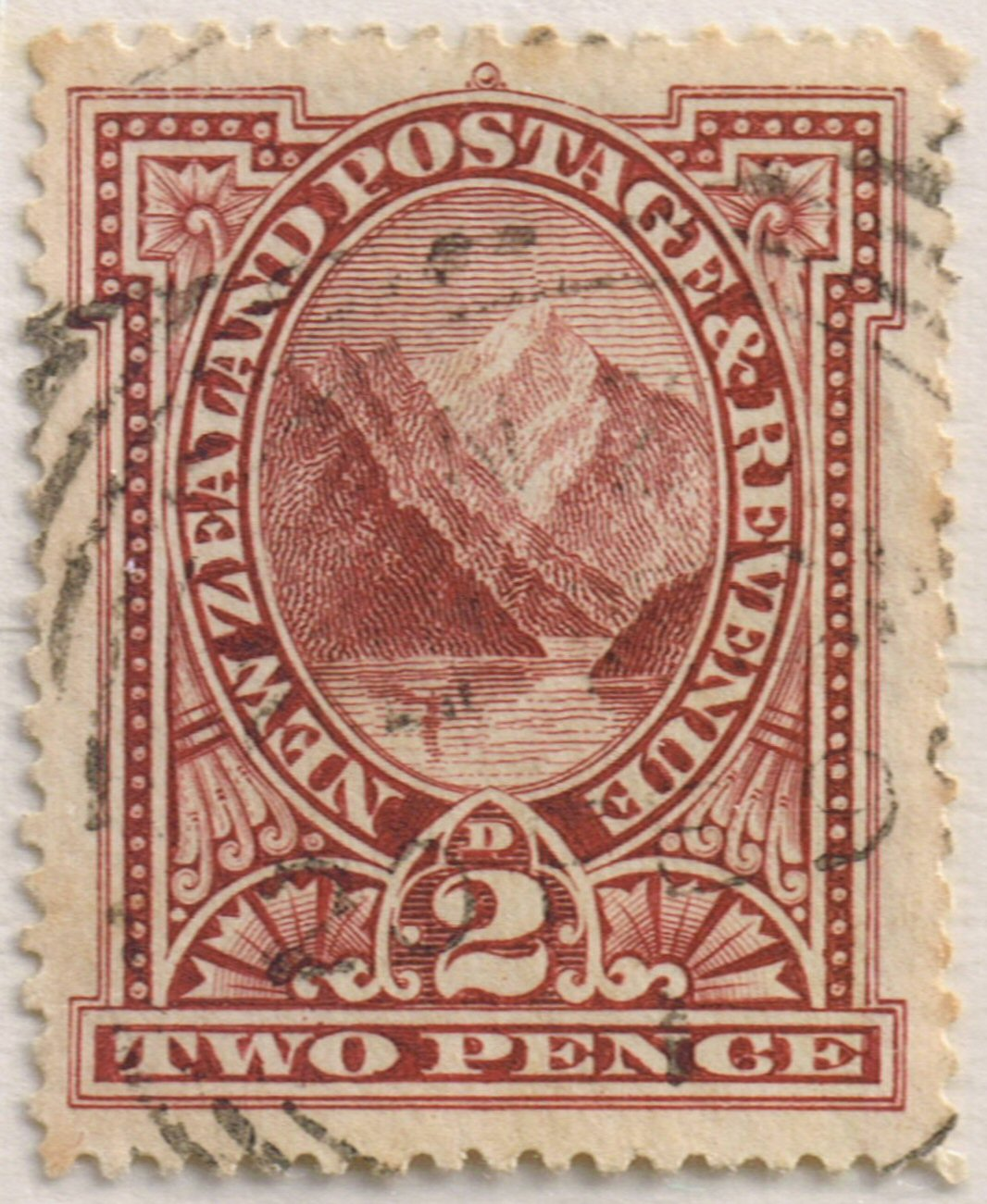
Гора Пемброк (Pembroke Peak), 2 пенса (Sc #72)
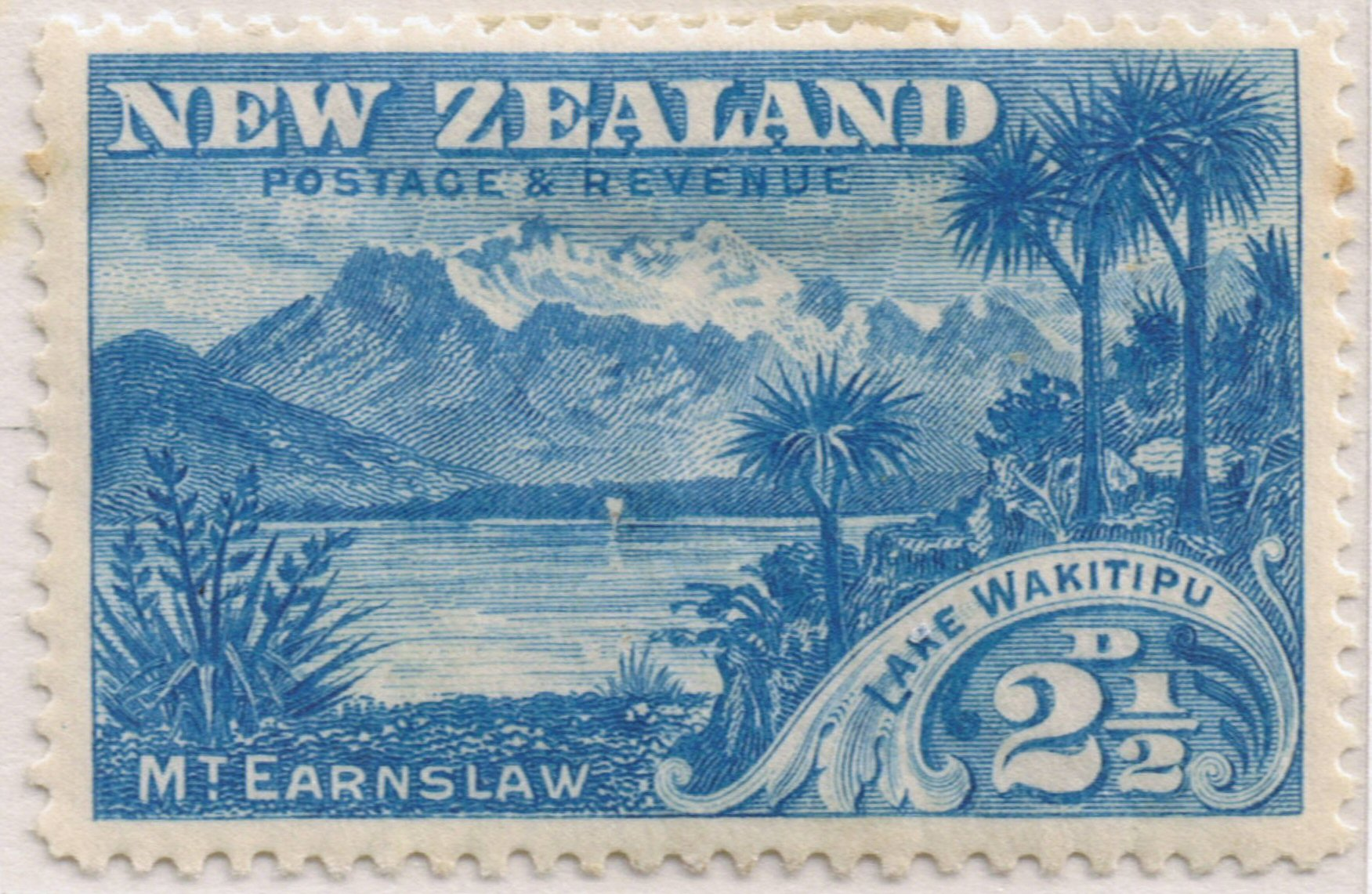
Озеро Уакатипу, 2½ пенса, с ошибкой в надписи («Wakitipu») (Sc #73)[^]
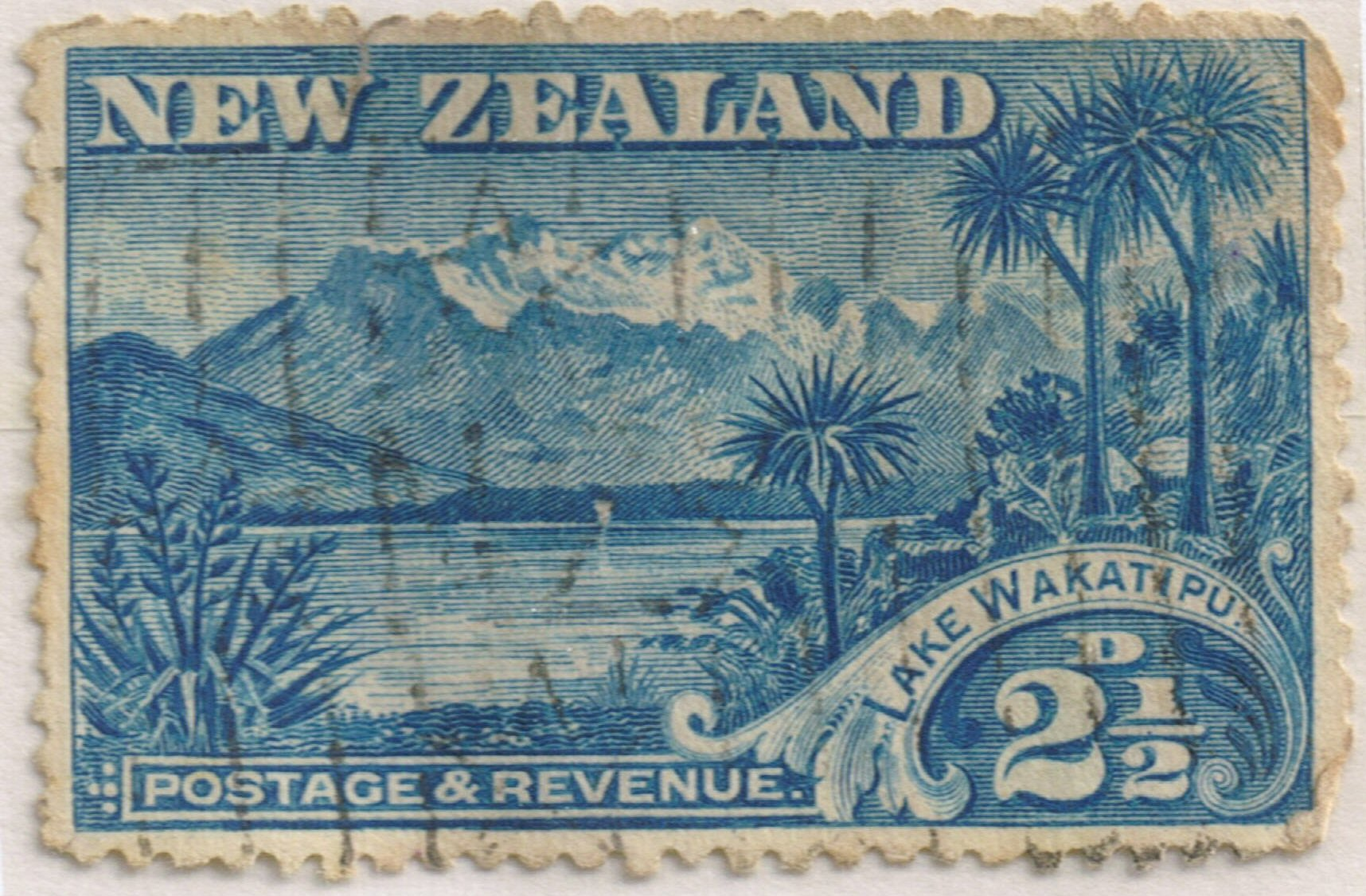
То же, с правильной надписью («Wakatipu») (Sc #74)[^]
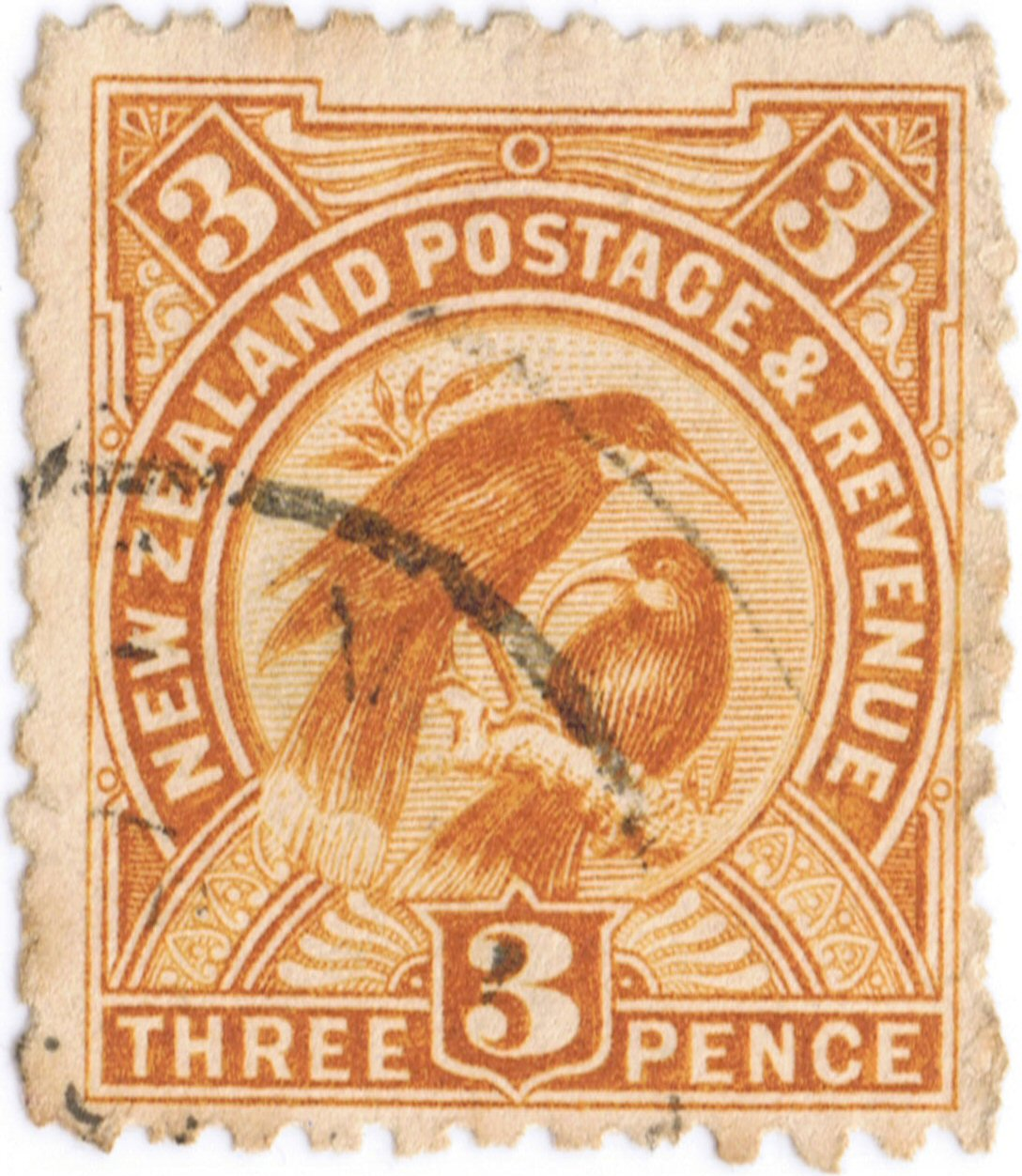
Гуйя (Heteralocha acutirostris; вид вымер вскоре после выпуска марки[13]), 3 пенса (Sc #75)
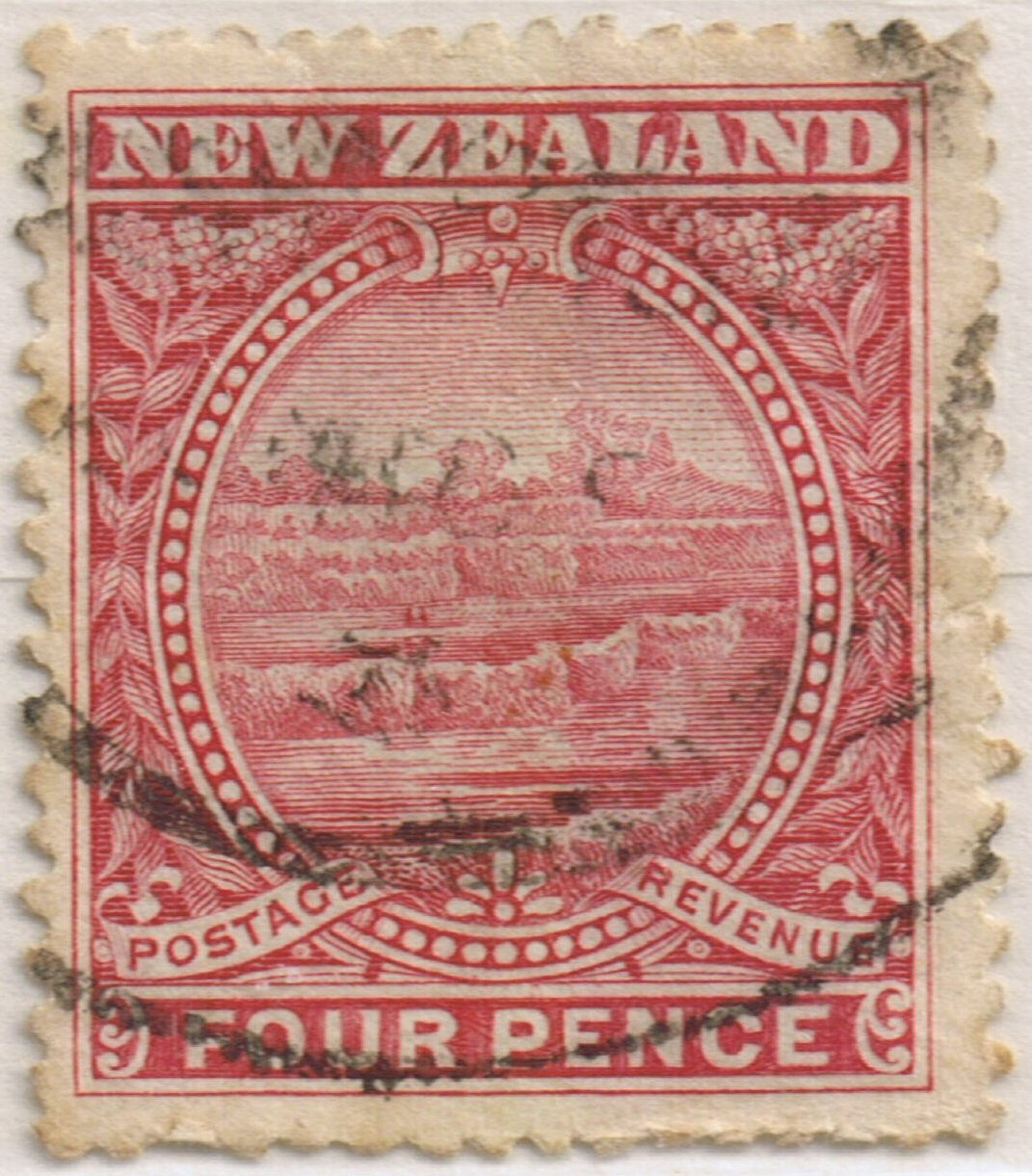
Белые террасы, 4 пенса
 (Sc #76)
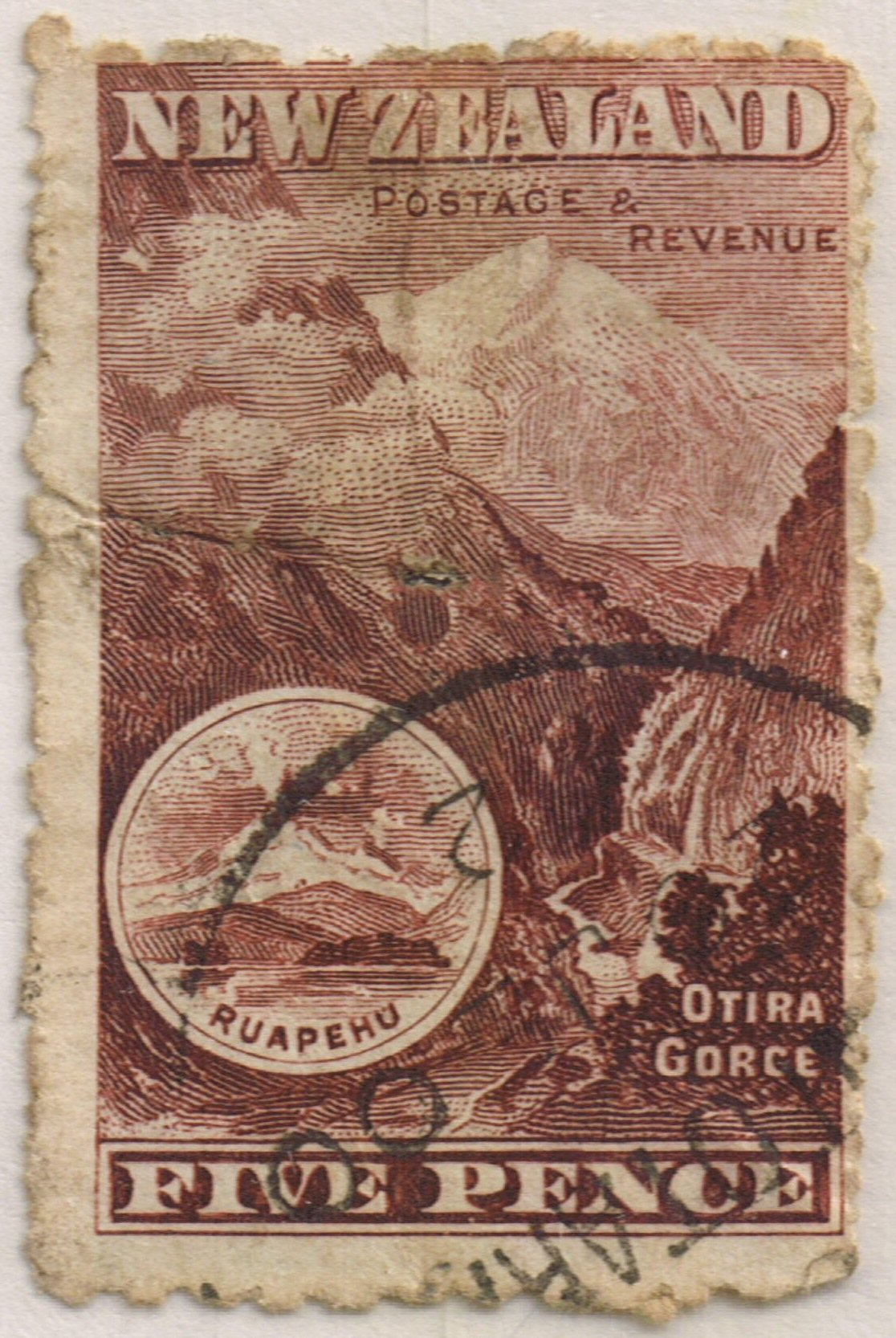
Ущелье Отира[англ.] и вулкан Руапеху, 5 пенсов (Sc #77)
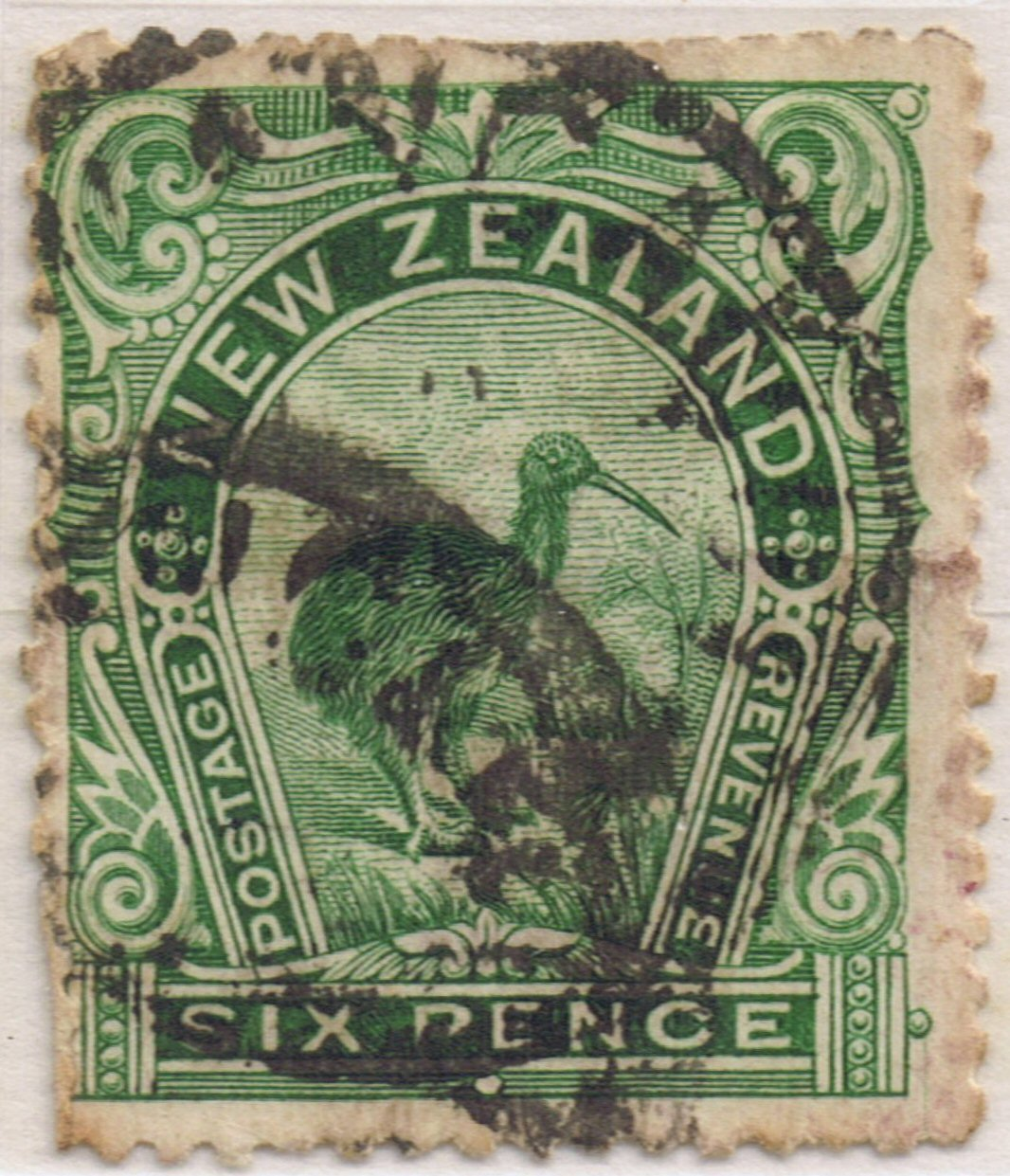
Киви (Apteryx spp.), 6 пенсов (Sc #78)
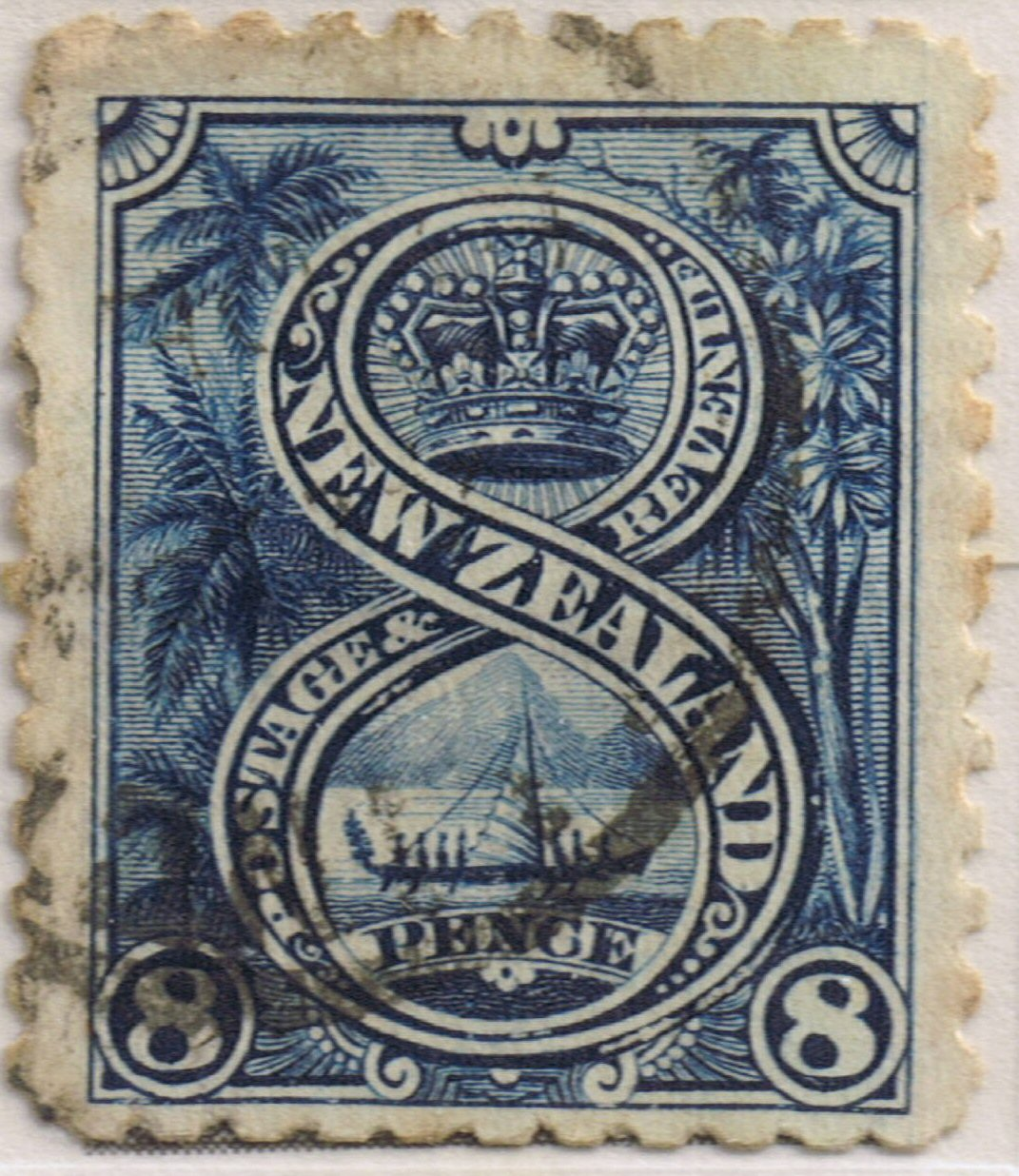
Боевое каноэ вака и корона, 8 пенсов (Sc #79)
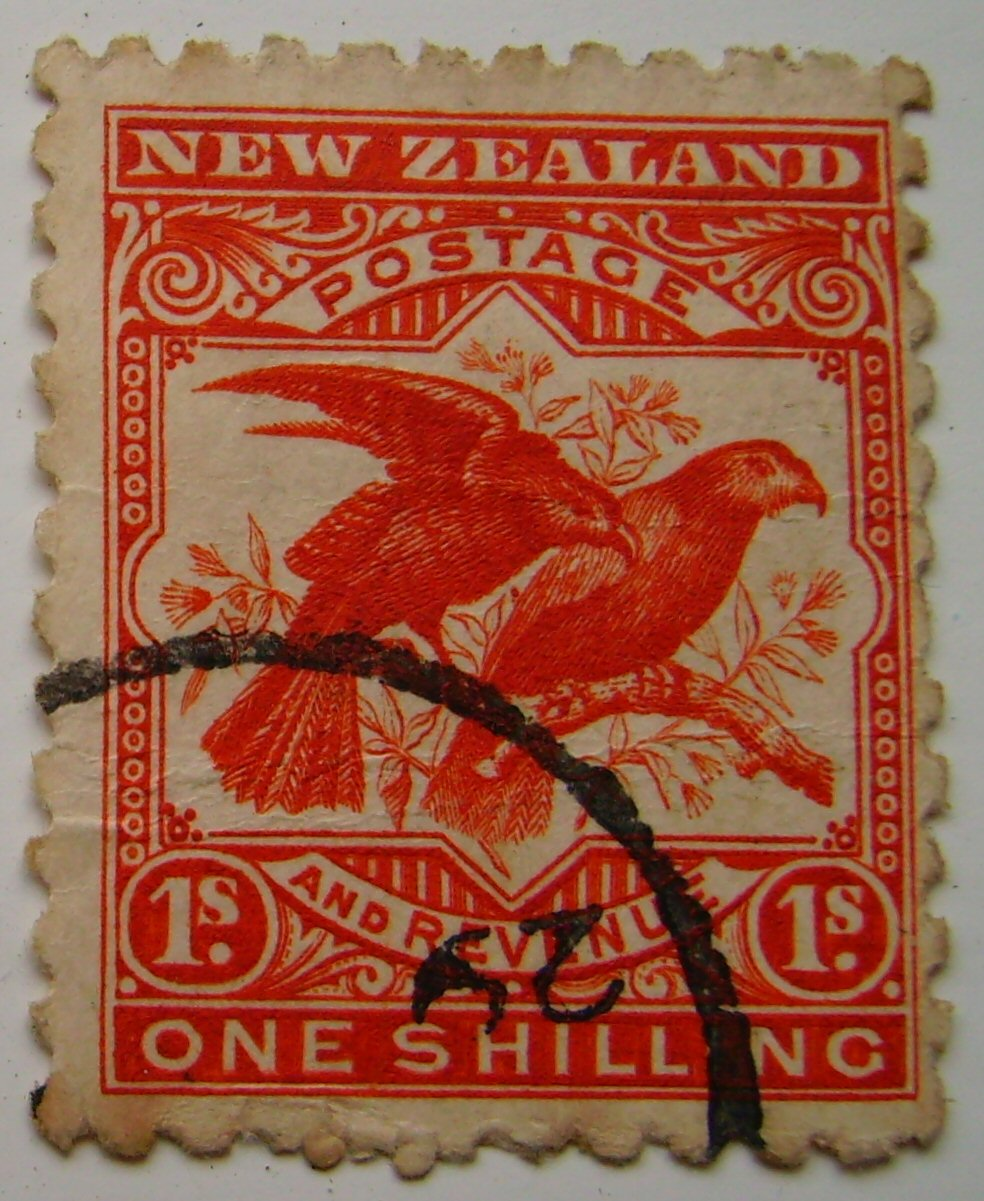
Кеа (Nestor notabilis) и нестор-кака (N. meridionalis), 1 шиллинг (Sc #81)
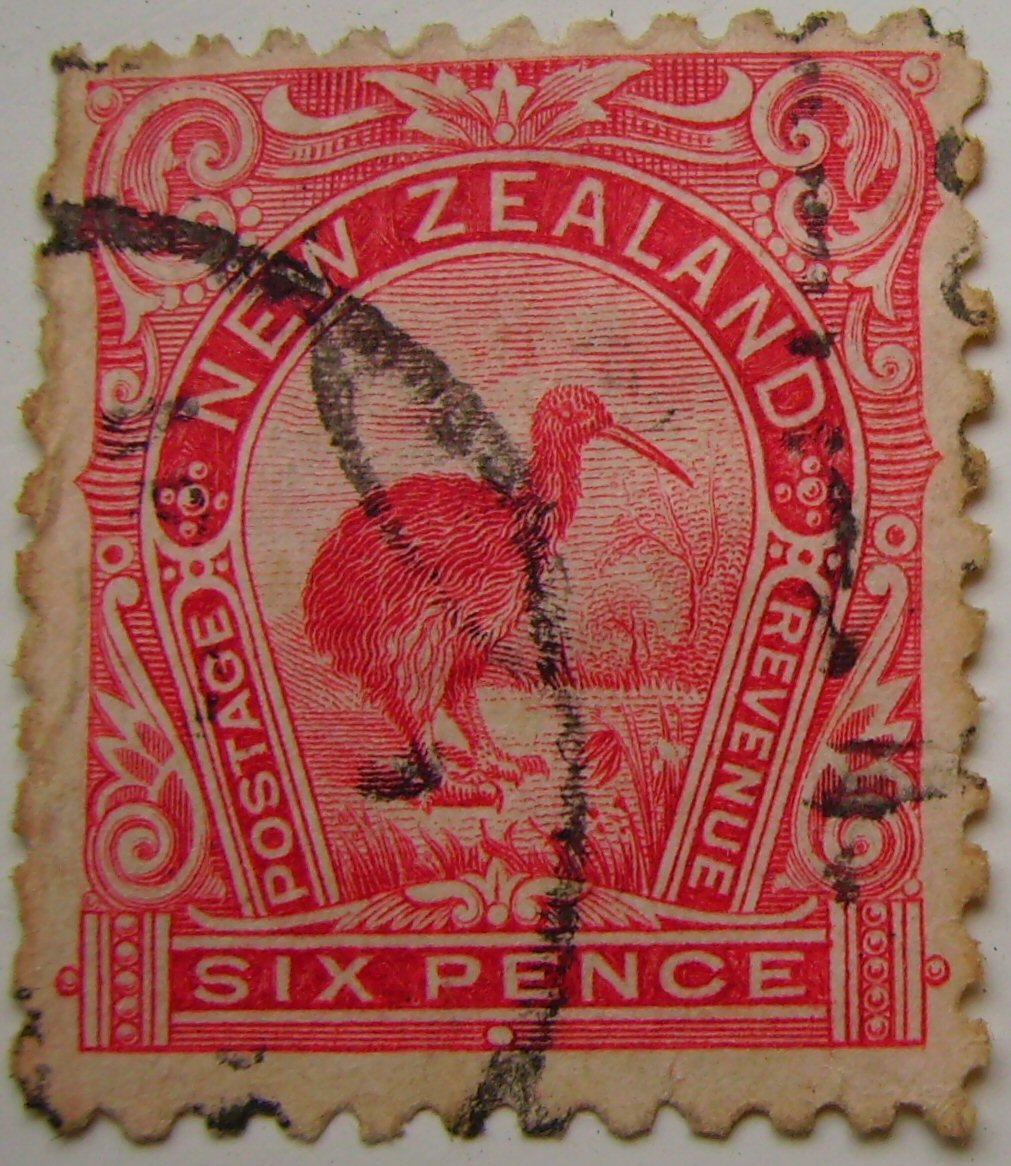
1900: марка в 6 пенсов (Mi #85a; Yt #88; SG #265)
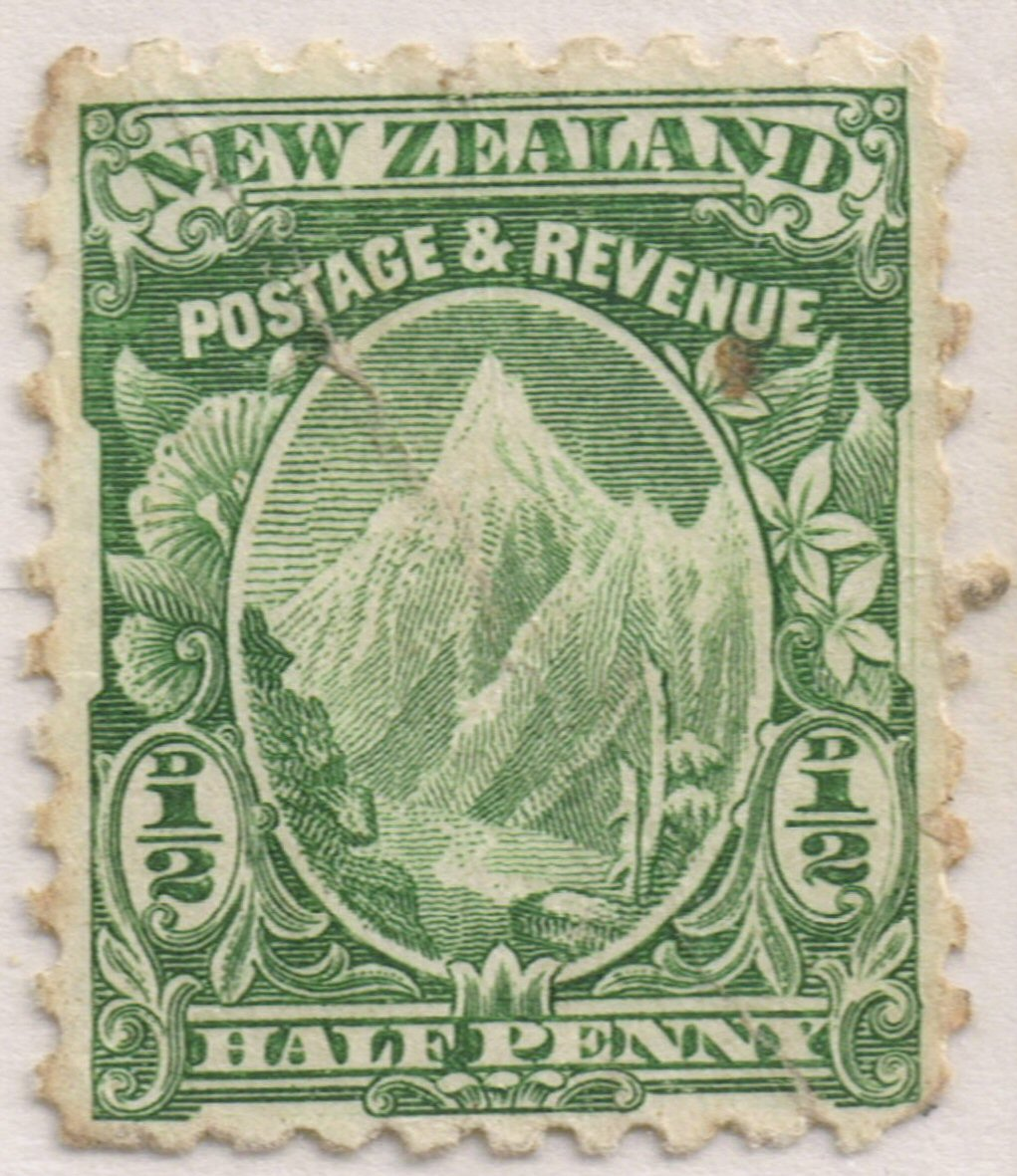
1900: марка в ½ пенни
 (Sc #84)

Серия стала первой в мире почтовым выпуском, пропагандирующим туризм, и свидетельствовала о растущей самоидентификации заморской колонии Великобритании. На одной из отпечатанных миниатюр, номиналом в 2½ пенса, первоначально была допущена самая известная в истории новозеландских марок ошибка в надписи: название озера Уакатипу (Wakatipu) было дано неверно — «Wakitipu»[≡]. Чтобы исправить положение, была выпущена аналогичная марка, но уже с правильным географическим названием[≡].
В 1998 году, к столетию со дня выхода «Pictorials», новозеландским почтовым ведомством была подготовлена юбилейная серия, воспроизводившая дизайн всех 14 оригинальных марок.
Первые коммеморативные марки появились в ноябре 1906 года по случаю международной выставки в Крайстчерче.
Первый почтовый блок был издан 9 октября 1969 года в честь 200-летия высадки Джеймса Кука в Новой Зеландии.

### Омнибусные выпуски
Новая Зеландия является участником омнибусных выпусков почтовых марок бывшей Британской империи, ныне Британского Содружества, которые обычно приурочены к важным моментам жизни королевского двора Великобритании, как, например, коронация Георга VI в 1937 году:

Омнибусный коронационный выпуск по случаю коронации Георга VI (1937)
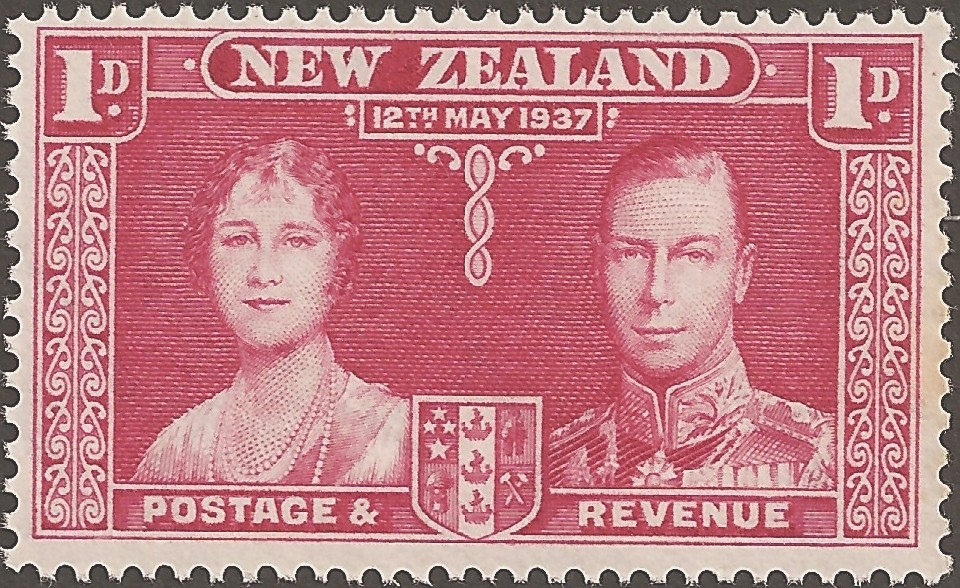
Марка Новой Зеландии, 1 пенни (Sc #223)
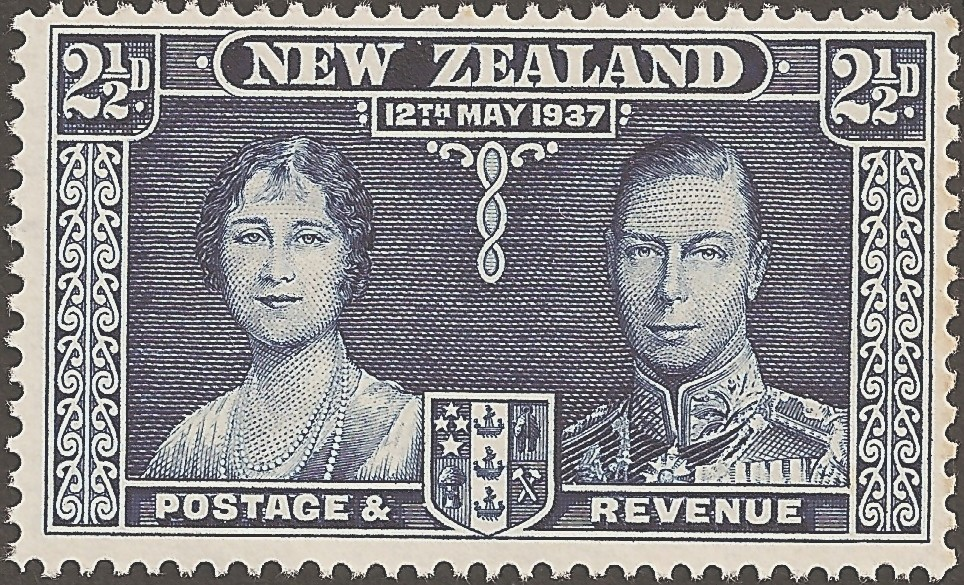
То же, 2½ пенса (Sc #224)
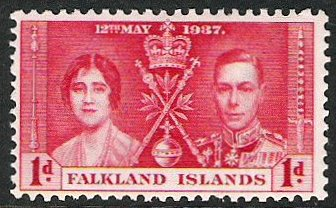
То же, марка Фолклендских островов, 1 пенни (Sc #82)

### Эмиссионная политика и тематика

До 1990-х годов эмиссионная политика Новой Зеландии была весьма умеренной: почтой этой страны было выпущено до 1991 года всего немногим более 1000 почтовых марок, тематика которых во многом следовала выпускам других доминионов Великобритании.
Однако в дальнейшем произошло резкое увеличение почтово-филателистической продукции Новой Зеландии, и на протяжении 1991—2007 годов появилось более 1100 марок, не учитывая многочисленные малые листы, блоки, буклеты и т. п. Российский филателист В. А. Новосёлов, редактор журнала «Мир марок», приводит следующую статистику новозеландских выпусков почтовых марок во второй половине XX века (для первого года каждого десятилетия и исключая почтово-благотворительные выпуски «Здравоохрание» и другие типы марок):
- 1951 — 0 марок,
- 1961 — 3 марки,
- 1971 — 20 марок,
- 1981 — 15 марок,
- 1991 — 71 марка.

В 1995 году Новая Зеландия эмитировала 152 марки. При этом изменилась и тематика почтовых миниатюр. Наряду с событиями, связанными с британской королевской семьёй, на почтовых марках и блоках стала отображаться такая популярная тематика, как флора, фауна[≡], лунный календарь, искусство[≡], произведения в жанре фэнтези, известные кинофильмы и т. п. Регулярно выходят марки и блоки, приуроченные к национальным и международным филателистическим выставкам.
В 2000-х годах страной издавалось от 66 (в 2004) до 96 (в 2009) марок год, при общем количестве 629 марок за восьмилетний период (2002—2009). Подобная практика выпуска почтовых знаков рассчитана, в первую очередь, на коллекционеров.

### Необычные марки
С конца XX столетия почта Новой Зеландии, желая привлечь внимание коллекционеров к своей филателистической продукции, стала осваивать новые технологические возможности производства марок и прибегать к изданию необычных марок. Среди последних можно упомянуть следующие выпуски:
- 1994 — первая новозеландская почтовая марка с голографическим изображением в честь 25-летия со дня прогулки по поверхности Луны первого землянина — Нила Армстронга.
- 1994 — первая серия «видеомарок» с использованием лентикулярной технологии новозеландской фирмы Outer Aspect.
- 1996 — серия из четырёх марок, посвященная 100-летию кино, со скретч-купонами для мгновенной лотереи.
- 2001 — специальные поздравительные марки, которые можно было также использовать для изготовления персонифицированных почтовых марок.
- 2005 — поздравительные марки в двух вариантах: поздравительные и поздравительно-персонифицированные.
- 2005 — марки свободной формы двух видов: в форме кофейных чашек и спортивной одежды.
- Сентябрь 2006 — марка номиналом в 45 центов по случаю 150-летия начала разработок в Новой Зеландии золотоносных полей, с нанесенным на поверхность теплочувствительным чернильным слоем[19].

## Другие виды почтовых марок

### Авиапочтовые
Помимо стандартных и памятных марок, почтой Новой Зеландии выпускались авиапочтовые марки — с 10 ноября 1931 по 4 мая 1935 года:

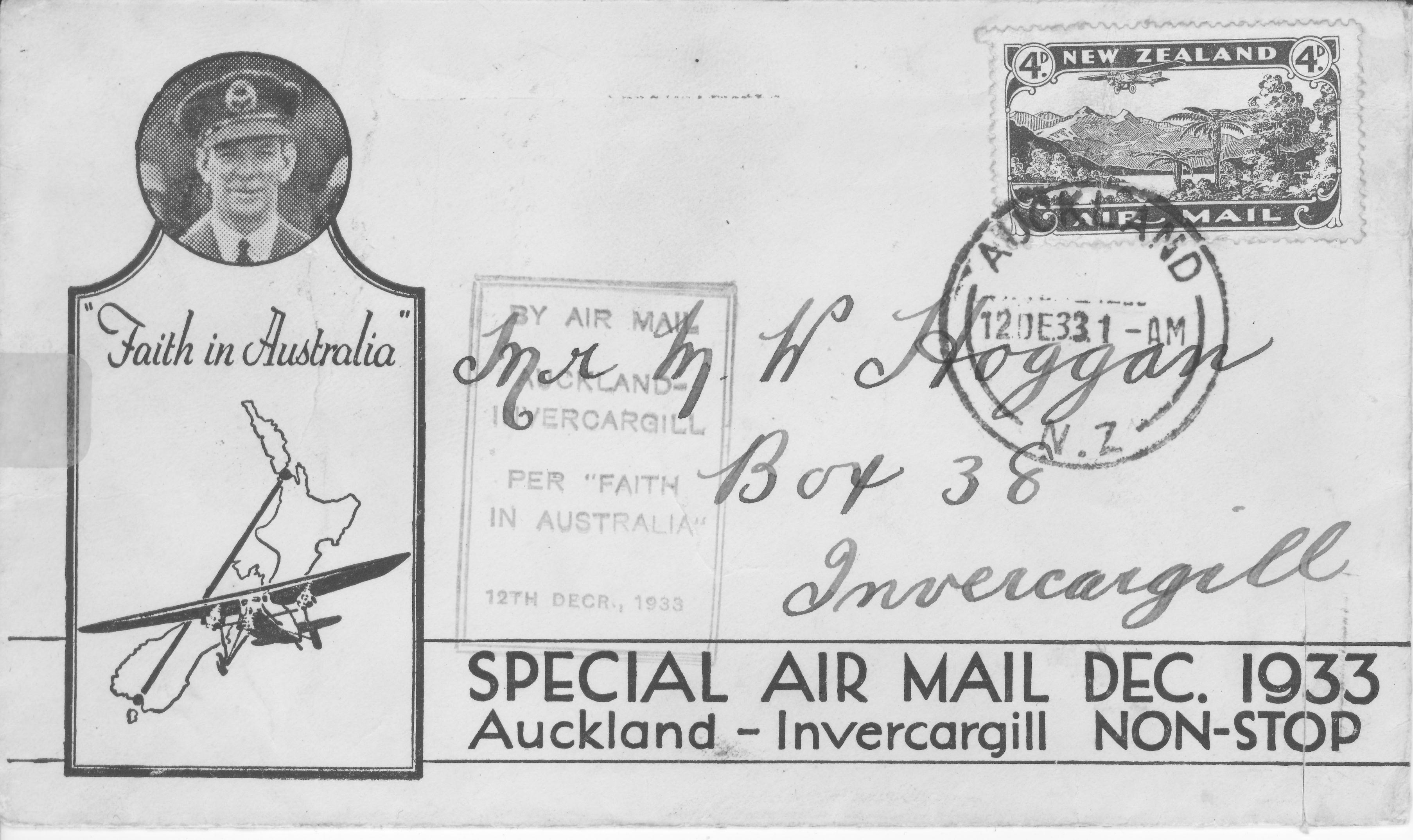
Авиапочтовая марка 1931 года(Sc #C2) на авиапочтовом сувенире (1933)

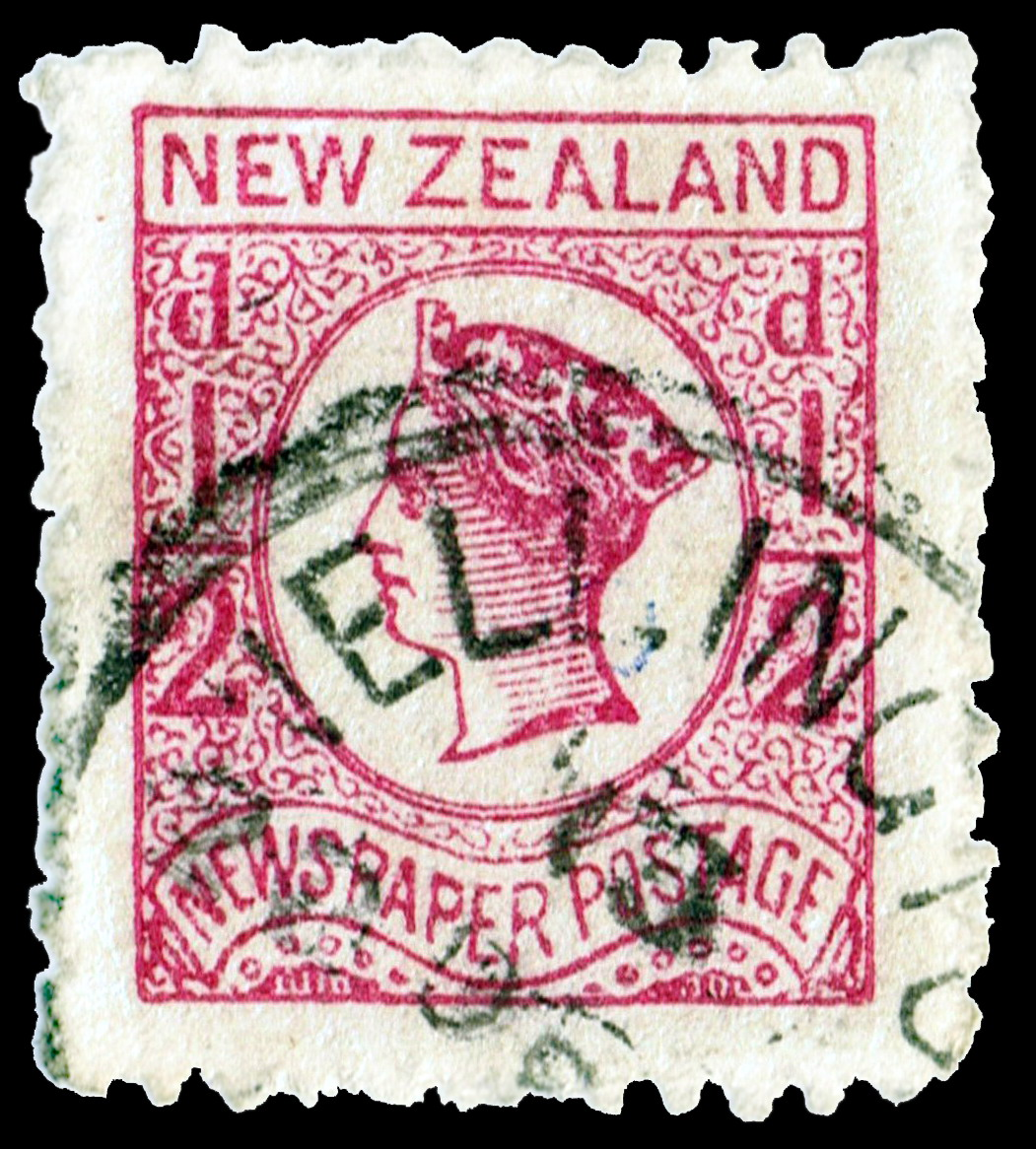

### Доплатные
Доплатные марки поступали в почтовое обращение с 1 декабря 1899 по 1949 год и вышли из него в 1951 году.

### Газетные
С 1 января 1873 по 1892 год выходили газетные марки[≡].

### Почтово-благотворительные
Почтово-благотворительные марки находятся в обращении с 11 декабря 1929 года. Эти марки выпускаются ежегодно до настоящего времени в рамках серии «Здравоохранение» (с надписью «Health» — «Здоровье»), а с 1957 года оформляются также в виде малых листов (по шесть марок):

Примеры почтово-благотворительных марок Новой Зеландии из серии «Здравоохрание»
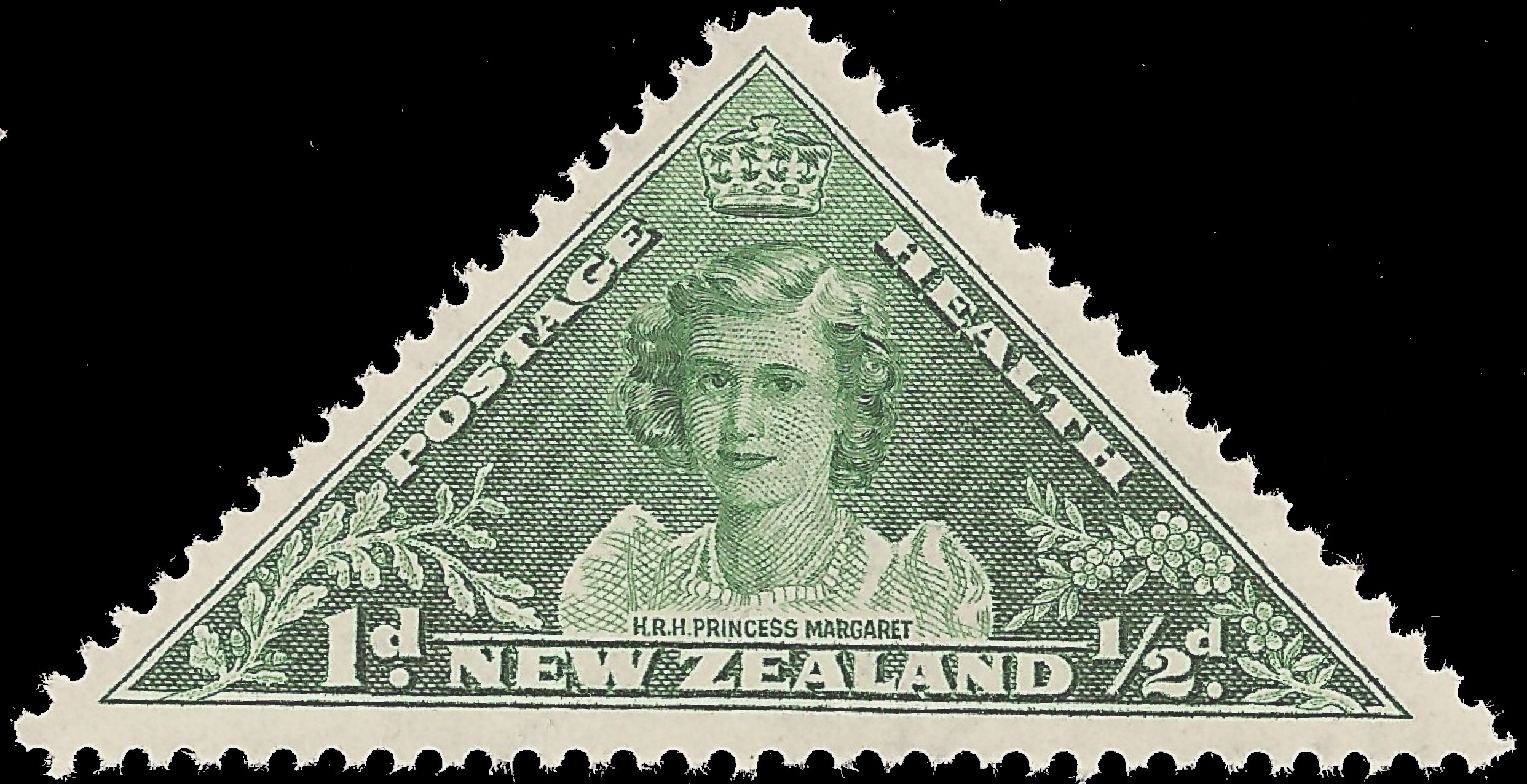
1943: портрет принцессы Маргарет (Sc #B22)
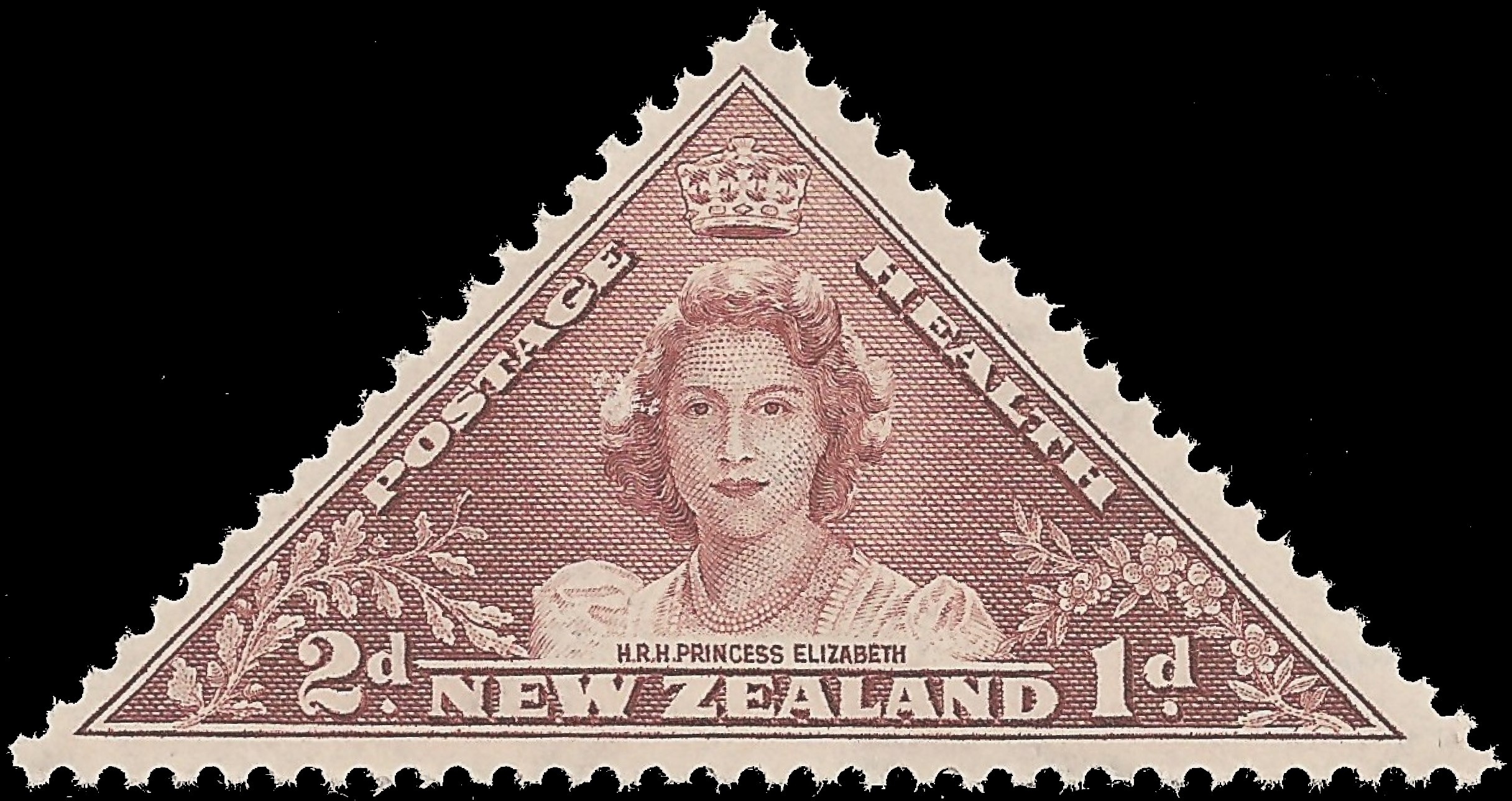
То же, портрет принцессы Елизаветы (Sc #B23)

### Служебные
Эмиссия служебных марок осуществлялась с 1892 по 1 марта 1963 года[≡].

Примеры служебных и страховых служебных марок Новой Зеландии
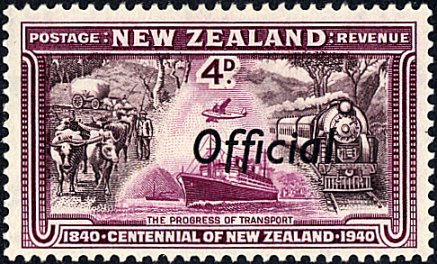
Служебная марка, 1940 (Sc #O82)[^]
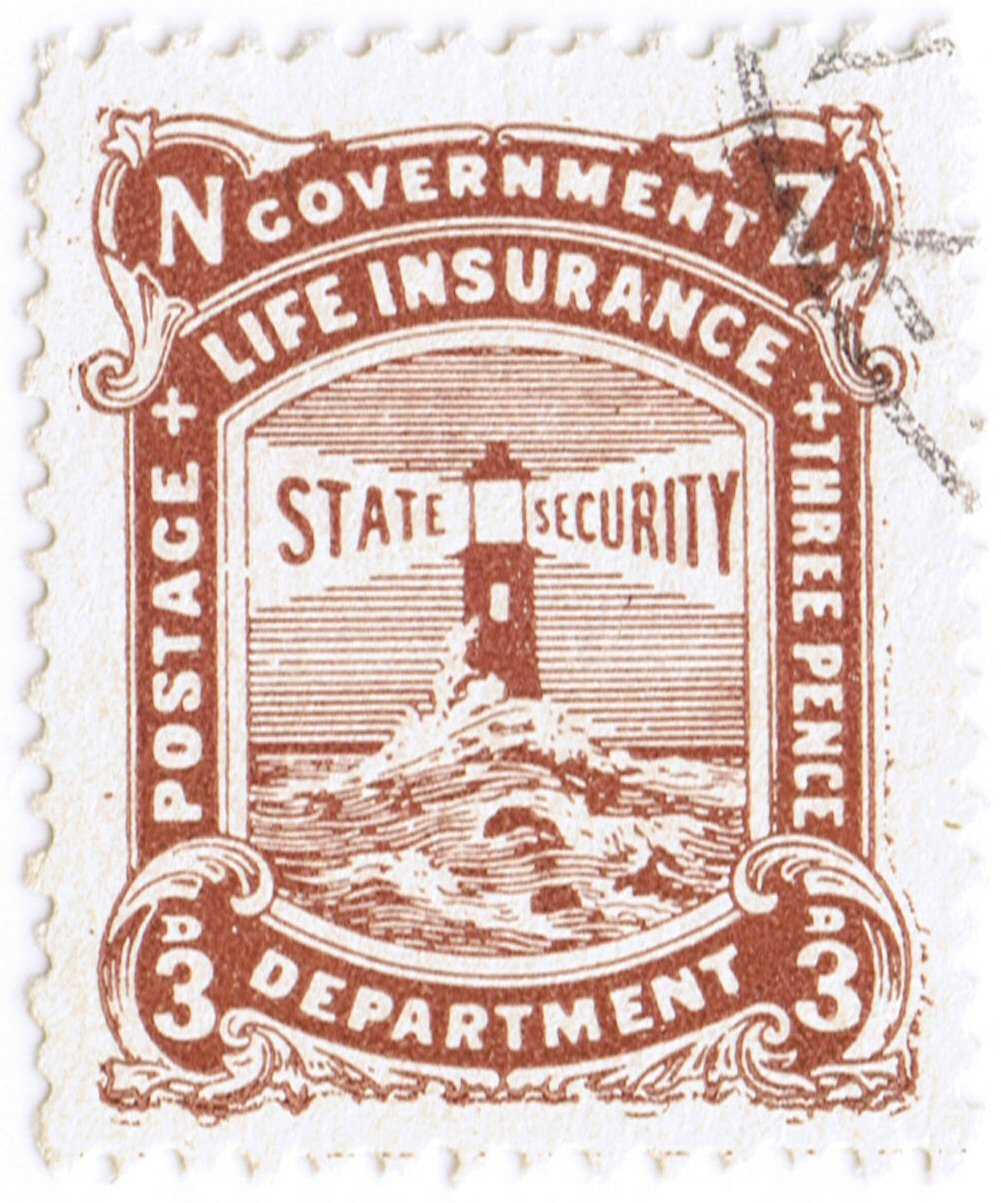
Страховая служебная марка, 1905 (Sc #OY4)[^]

### Страховые служебные
Страховые служебные марки, или марки для почтовых нужд государственной системы страхования жизни (New Zealand Government Life Insurance postage stamps), издавались со 2 января 1891 по 3 июня 1981 года[≡].

### Спешные
Спешные (экспрессные) марки (special delivery stamps) выходили с 1903 по 1939 год.

### Военно-налоговые
Военно-налоговые марки увидели свет 24 сентября 1915 года.

### Почтово-гербовые
К почтово-гербовым маркам Новой Зеландии относятся фискальные марки достоинством в 1 шиллинг и выше (с 1967 года — более $4), которые использовались в качестве почтовых в период с 1882 по 1987 год.

### Марки голубиной почты
Кроме того, с 1898 по 1908 год для нужд голубиной почты использовались специальные марки:

Примеры марок голубиной почты Новой Зеландии
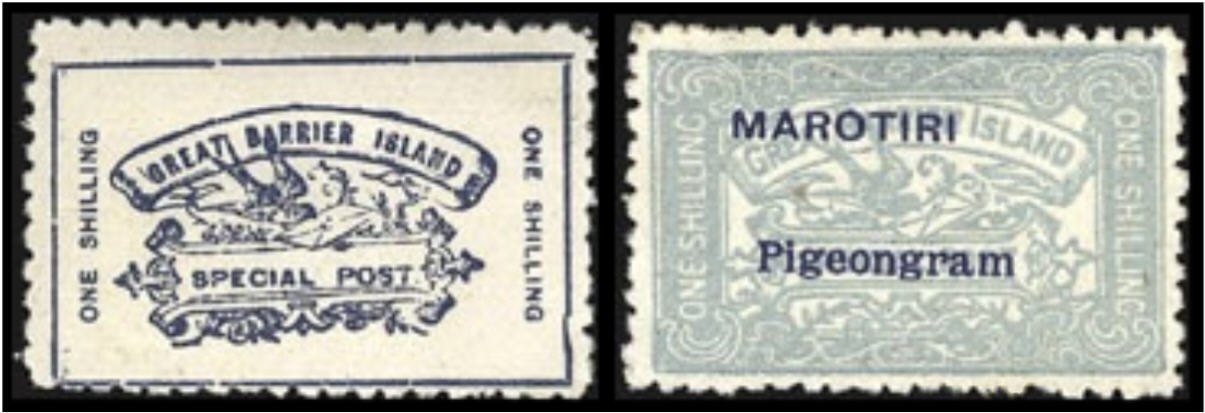
Выпуск 1898 года
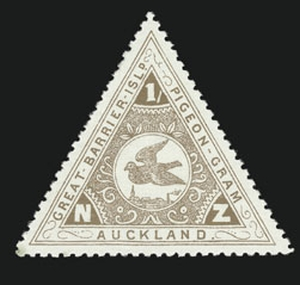
Выпуск 1899 года

## Территориальные выпуски
Известны выпуски почтовых марок для зависимых и ассоциированных новозеландских территорий в Антарктике и Океании:
- Земли́ Короля Эдуарда VII,
- Территории Росса,
- Аитутаки и Островов Кука.

## Каталогизация
Почтовые марки Новой Зеландии представлены во всех ведущих каталогах мира, таких, например, как «Скотт». В английских каталогах «Стэнли Гиббонс» новозеландские почтовые выпуски внесены в «красные» тома для марок Великобритании и Содружества наций:

Каталог «Стэнли Гиббонс» (красный, 2001) для Великобритании и Содружества, на обложке которого в левом нижнем углу можно увидеть марку из первого выпуска Новой Зеландии 1855 года с портретом королевы Виктории («Голова Шалона») и номиналом в 6 пенсов

Компания «Стэнли Гиббонс» предлагает также коллекционерам отдельный («жёлтый») том для почтовых марок Новой Зеландии и зависимых территорий, 6-е издание которого появилось в 2016 году.
Помимо этого, на протяжении нескольких десятилетий издаются национальные каталоги Новой Зеландии. К таковым, например, относится каталог, публикуемый фирмой Campbell Paterson Ltd. Ещё один национальный каталог составляется и печатается фирмой Auckland City Stamps.

## Цельные вещи
Первыми цельными вещами, выпущенными Новой Зеландией, стали маркированные почтовые карточки, увидевшие свет 1 ноября 1876 года. 1 апреля 1878 года появились газетные бандероли.

Первые почтовые карточки-секретки были выпущены в обращение 1 января 1895 года, первые конверты для заказных писем — 21 июня 1898 года, маркированные конверты — 4 июня 1899 года, аэрограммы — 17 ноября 1941 года.

## Фантастические выпуски и фальсификации
Фантастическое государство «Республика Острова Вайкоа», которое якобы находилось на новозеландском острове Кермадек, напечатало в 1969 году «марки» с надписью «Waikoa Island» («Остров Вайкоа»)[≡]. По легенде, в результате «распада» «Республики Вайкоа» появились марки двух новых «государств»:
- Республика Минауэ (Minaue). «Марки» этого «государства» издаются с 1979 года.
- Республика Такавау (Takava’u). «Марки» выходят с 1981 года.

Существует также немало подделок новозеландских марок (см. пример на иллюстрации ниже).

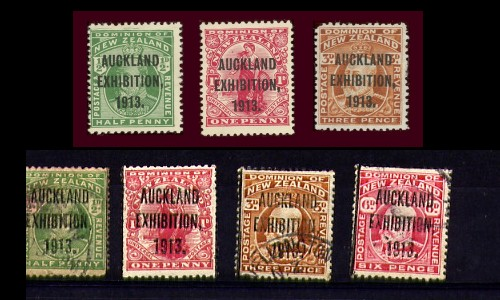
Поддельные марки с надпечаткой «AUCKLAND EXHIBITION 1913.» (в нижнем ряду) отличаются от настоящих марок 1913 года (в верхнем ряду) несколько более крупным текстом надпечатки(Sc #130e, 131e, 133e, 137e)